# 日本の救急車

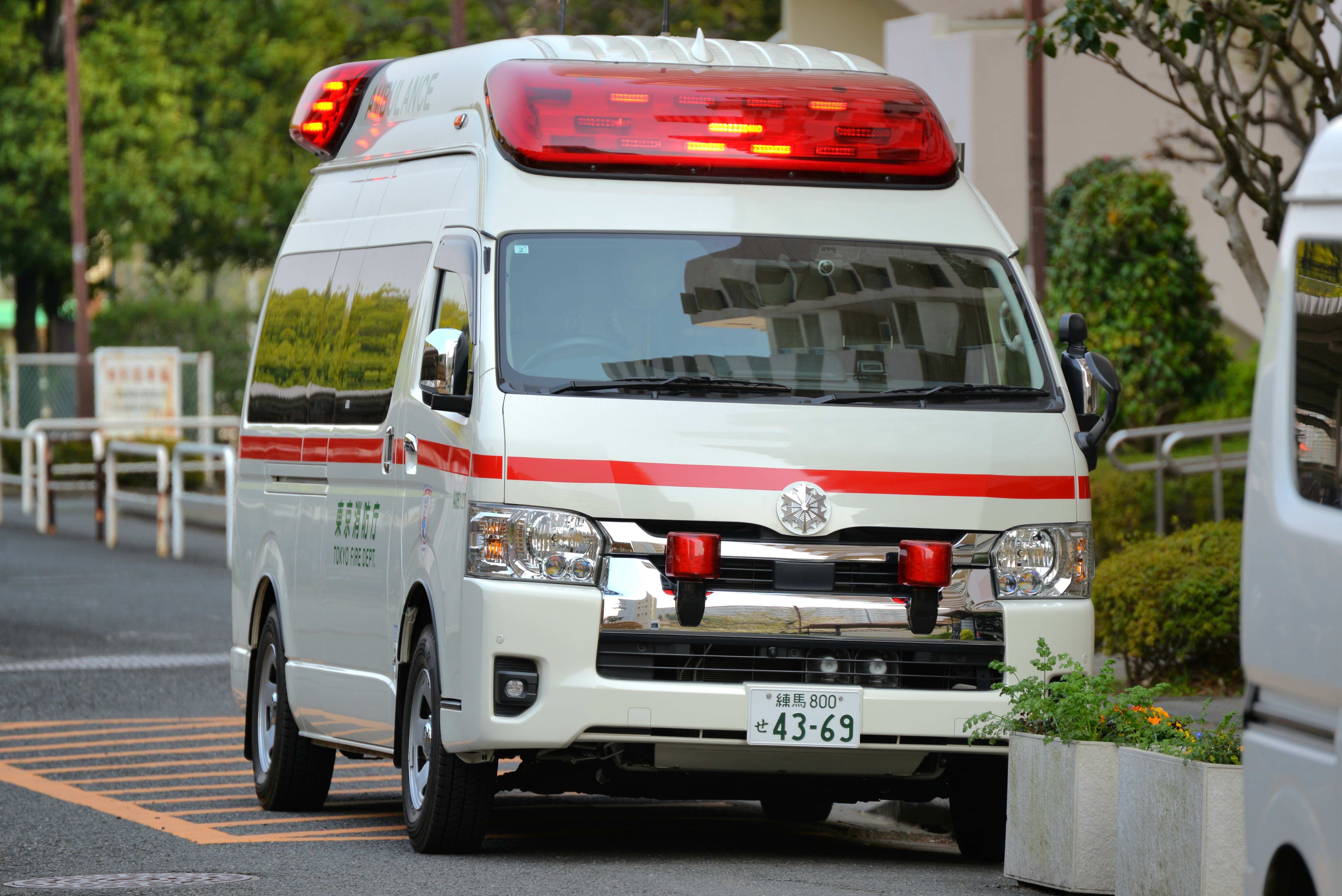
日本の救急車（トヨタ製）

日本における救急車（にほんにおけるきゅうきゅうしゃ）は、消防車やパトカーと同様の緊急自動車の一種で、車内に傷病者を収容し緊急走行で病院などの医療機関まで搬送する車両を指す。ドクターカーも救急車の一種である。消防法施行令上の正式名称は救急自動車（きゅうきゅうじどうしゃ）。
現在は高規格準拠の3車種（トヨタ・ハイメディック、日産・パラメディック、札幌ボデー・トライハート）が「高規格準拠救急自動車」または「高規格準拠救急車」として販売されている。

## 概要
日本の救急車は以下の6つに大別され、所属している組織によって、配備の目的や車内の装備、管轄省庁などが異なる。
1. 地方公共団体（消防）が所有するもの
2. 病院などの医療機関が所有するもの
3. 自衛隊が所有するもの
4. 空港の検疫所が所有するもの
5. 競馬場や大規模サーキット・大型テーマパークが所有するもの（自衛消防組織 (防火対象物)）
6. 民間の大規模工場・発電所・石油コンビナートが所有するもの（自衛消防組織 (危険物)）[1]、一部の個人所有[2]

- 日本の地方公共団体（消防）における救急自動車は総務省消防庁が管轄している。他省庁管轄の救急車と比べて出動件数が最も多い。
- 地方公共団体（消防）の救急車は、構造や設備が総務省消防庁により定められている[3]。例として、救急隊員3人以上及び傷病者2名以上を収容でき、四輪駆動車であること等が定められている。
- 普段公道を緊急走行している大部分の救急車は119番通報により出動した地方公共団体（消防）の救急車である。
- 日本の119番通報で出動する消防の救急車は傷病者の人種、年齢、国籍、納税の有無 を問わず無料で利用する事ができる。

しかし、救急車を1台出動させるためには、約40,000円から45,000円のコスト（その財源は税金）が掛かると言われる。
近年、救急車の不適切な利用増加が社会問題化している。このため一部の自治体においては有料化する動きが見られる。ただし緑ナンバーの事業用自動車、第二種運転免許所持者、運行管理者の配置がない場合は有料での搬送が法律上できないので、搬送する行為自体は無料とし、病院側の収入になる特定療養費として7,700円を徴収する形で実質的な有料化を行っている。ただし、医師が『緊急性がある』と判断した場合は支払いが免除される。
- 緊急走行時は赤色灯の点滅と90 dB以上のサイレンの吹鳴が法律で義務付けられている。警察のパトカーとは異なり、搬送される傷病者の家族などが乗った自家用車を赤信号で先導することは出来ない。
- 医療機関の救急車は、病院間の転院搬送や非常時の災害医療などに使用され、ドクターカーなどと同じく、厚生労働省が管轄している。
- 自衛隊の救急車は防衛省が管轄し、通常時は駐屯地や基地内で発生した傷病者を医務室または近隣の病院へ運ぶために使われている。
大規模災害などの際に地方公共団体の長からの要請を受けて「災害派遣」として出動するのは1トン半救急車と呼ばれる車両で、大きな赤十字標章が付いたトラックのような外見であるが、関係法令に適合した 正式な日本の救急車の一つである。
- 空港（検疫所）の救急車は、海外からの入国者・帰国者等が伝染性の高い危険な感染症に罹っていた場合（疑い例を含む）などに使用する。厚生労働省が管轄している。
- 競馬場や大規模サーキット、大型テーマパーク、大企業の工場や火力発電所、石油コンビナートなどで救急車を見かけることがあるが、これは敷地内で発生した傷病者を自衛消防組織（自衛消防隊）として医務室や近隣の病院へ搬送[注釈 2]するために所有している。競馬場（日本中央競馬会）の救急車は、農林水産省が管轄している。
また、珍しい例としては、宗教施設（天理教本部）の自衛消防隊が消防ポンプ車や救急車を独自に運用している事例もある。[7]

## 歴史
- 1877年（明治10年）- 西南戦争（熊本）で多くの死傷兵が発生した折、博愛社が設立され安比蘭斯（救急馬車）が準備された[8][9]。
- 1931年（昭和6年） - 日本における最初の救急自動車となる車両を日本赤十字社大阪支部が大阪市に配備[注釈 3]。運用を開始する。
- 1933年（昭和8年） - 3月13日、日本の消防機関で初となる救急自動車を神奈川県警察部横浜市山下町消防署[注釈 4] に配備。運用を開始する[10]。
- 1934年（昭和9年） - 愛知県警察部が名古屋市中消防署に、日本赤十字社東京支部が東京市に救急自動車を配備。運用を開始する。
- 1936年（昭和11年） - 警視庁消防部[11] にアメリカ製救急自動車が寄贈され、東京市で救急隊による救急業務が始まる。同年、京都府警察部が京都市に救急自動車を配備。運用を開始する。
- 1948年（昭和23年） - 消防組織法の施行に伴い、警察の消防部門から独立・分離し、以後、地方公共団体の消防本部が消防・救急業務を担う。
- 1949年（昭和24年） - 警察の消防部門から独立した名古屋市消防局が救護業務を再開[12]。
- 1952年（昭和27年） - 東京消防庁が「消防関係救急業務に関する条例」を制定。
- 1953年（昭和28年） - 東京消防庁が「消防関係救急業務に関する条例施行規則」を制定。
- 1963年（昭和38年） - 消防法が改正され、各地方公共団体の消防本部が救急業務を行うよう規定・法制化[注釈 5] される。
- 1970年（昭和45年） - 消防自動車と同じサイレン音だった「ウー」音との識別や搬送中の傷病者ならびに道路沿いの地域住民がうける騒音軽減のため、救急自動車専用「ピーポー」音電子サイレンへ変更[13][14] される。[15]
- 1974年（昭和49年） - 同年9月15日、東京消防庁の救急車に心電図の電送装置をつけた車両が導入。同年9月26日、千住消防署の車両が初めて心電図の電送を実施[16]。
- 1991年（平成3年） - 救急救命士法が制定され救急救命士が全国各地で誕生。日本初の高規格救急車「メルセデス・ベンツ製310D型（2WD）」が政令指定都市に導入され、救急救命士と高規格救急車の本格運用が始まる。
  - 7月 - 京成自動車工業が日本初の国産高規格救急車[17] を日野・クルージングレンジャーベースで地元の市川市消防局向けに製作。
  - 10月 - 札幌ボデー工業が地元病院から依頼を受け製作した高規格レベルの4WD救急車（初代日産アトラス後期型ベース）が地元病院から札幌市消防局へ寄贈[18]される。
- 1992年（平成4年）
  - 5月 - トヨタ自動車が日本の自動車メーカーとして初となる高規格救急車「ハイメディック（2WD）」を発表。
  - 6月 - 日産自動車が日本の自動車メーカーとして2番目となる高規格救急車「パラメディック（2WD）」を発表。
  - 11月 - 札幌ボデー工業が札幌市消防局と共同開発した日本初の4WD高規格救急車「トライハート（4WD）」を発表。
- 1994年（平成6年） - いすゞ自動車が日本の自動車メーカーとして3番目となる高規格救急車スーパーメディックを発表。
  - 8月 - トヨタ自動車が「ハイメディック」に積雪・寒冷地の自治体から要望が多かった4WDを追加設定。
  - 同年 - 帝国繊維が消防メーカーとして初となる高規格救急車「テイセン・キャンターオプティマ」を発表。
- 1995年（平成7年）
  - 1月 - 阪神・淡路大震災が発生。当時全国に普及していた2WDの消防車や2WDの2B型救急車・高規格救急車が倒壊した建物の瓦礫で散乱した道路や液状化現象でぬかるんだ路面でスタックしたり一時的に立ち往生するなどした事から、大規模災害時の消防車と救急車の悪路走破性が問題となる。
  - 6月 - 多くの課題が発生した阪神・淡路大震災を教訓に自治省消防庁は救急自動車の構造及び設備を有するものとして四輪自動車（4WD）とした。また、緊急消防援助隊制度を創設し、緊急消防援助隊設備整備費補助金交付要綱の要件を満たす救急自動車を「災害対応特殊救急自動車」と定める。
- 1997年（平成9年）
  - 7月 - 三菱自動車工業が日本の自動車メーカーとして4番目となる高規格救急車ディアメディックを発表。
- 2021年（令和3年） - 2020年11月に消防メーカーのDMM子会社ベルリングが救急車「C-CABIN」のコンセプトカーを発表。2021年に独自の新基準と銘打った救急車「C-CABIN」を発売[注釈 6][19]。

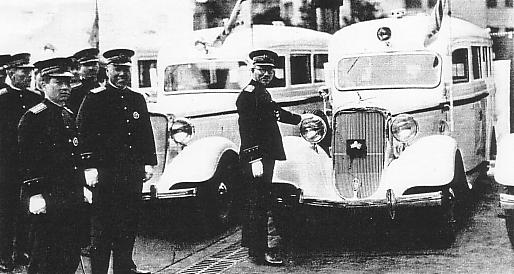
ダッジ・ブラザーズ製 救急車 (1930年代)
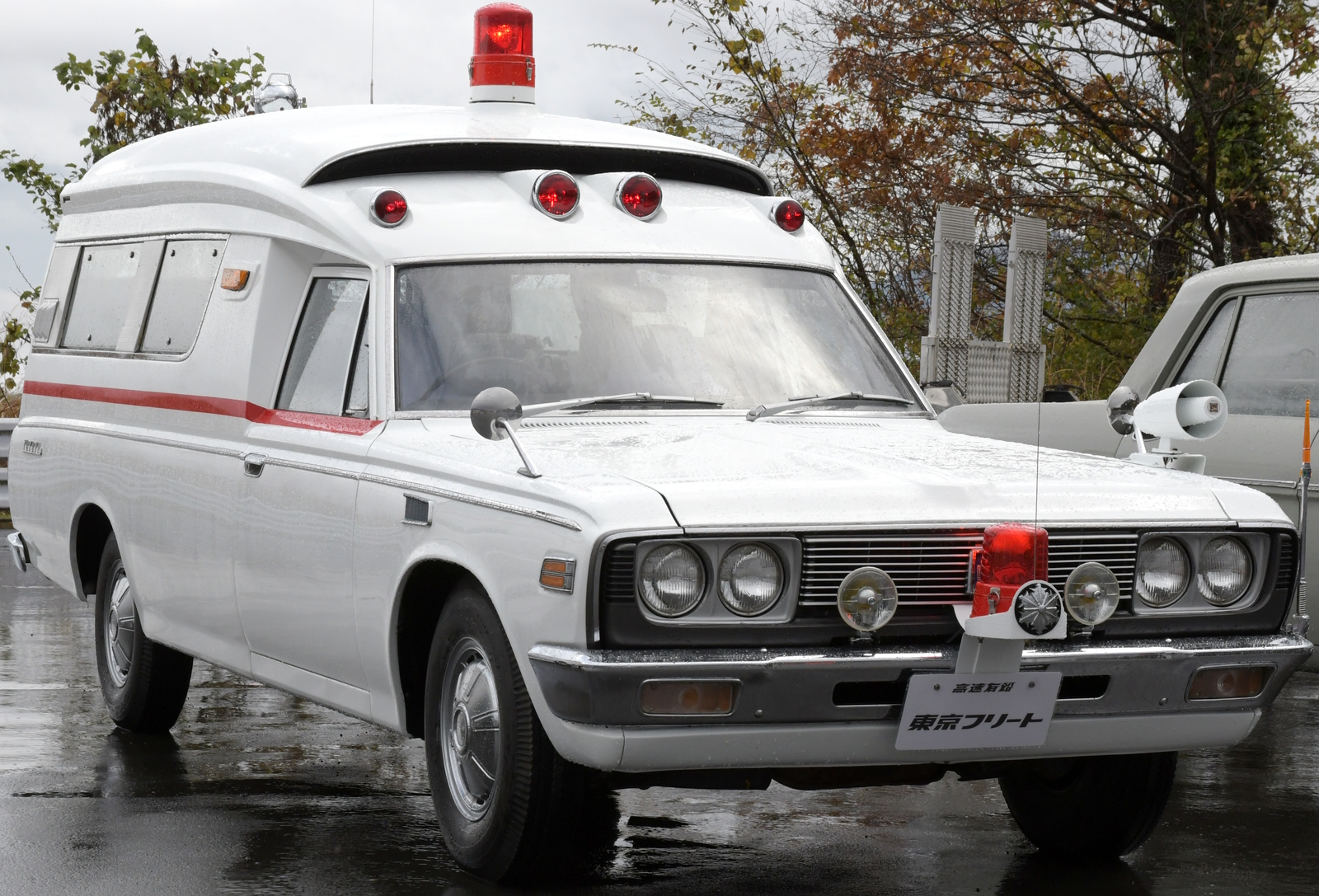
トヨタ救急車 (1960年代） ベースはクラウン・ピックアップ
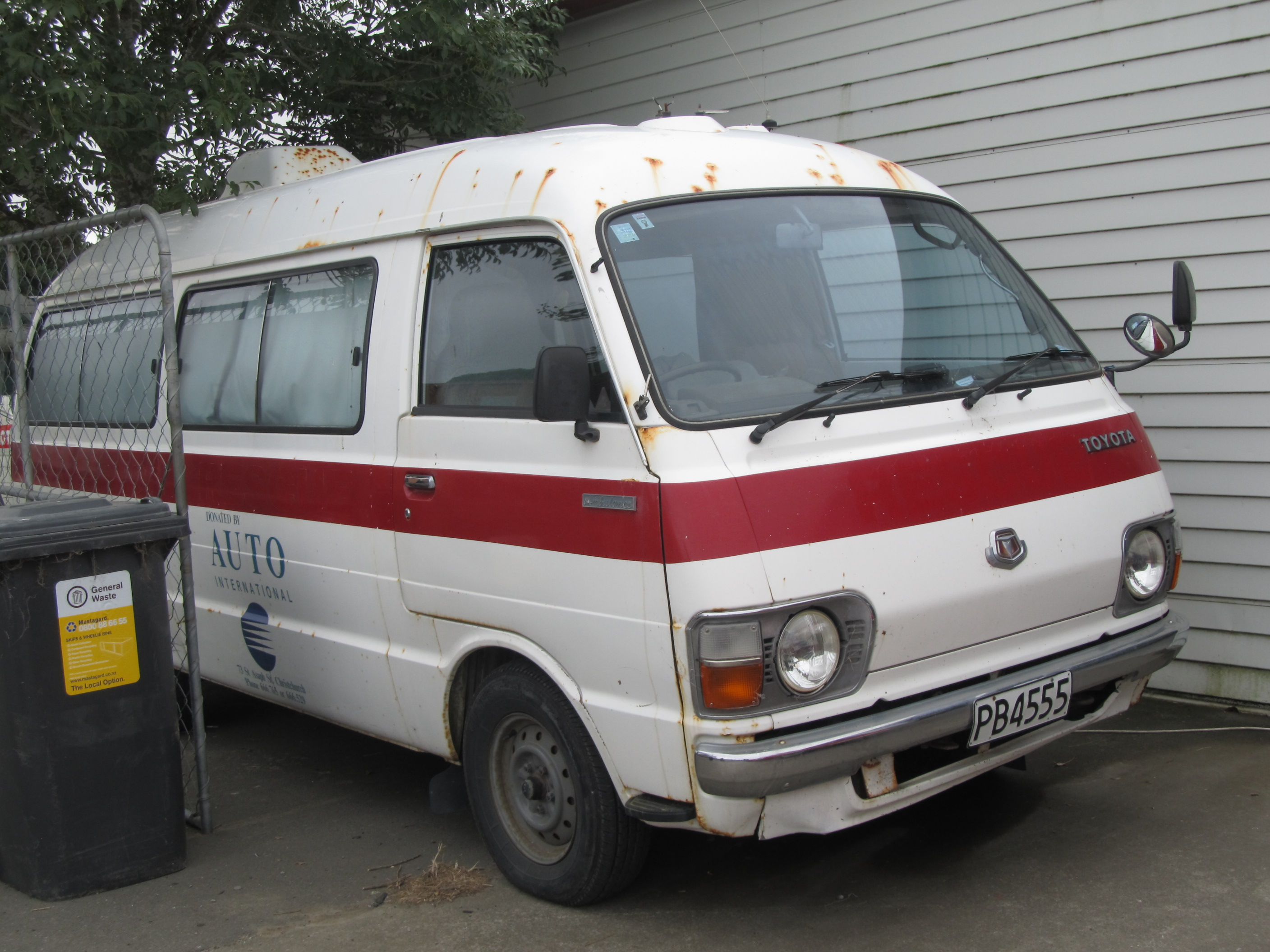
トヨタ救急車(2B) (1970年代） 引退後 海外に渡った車両
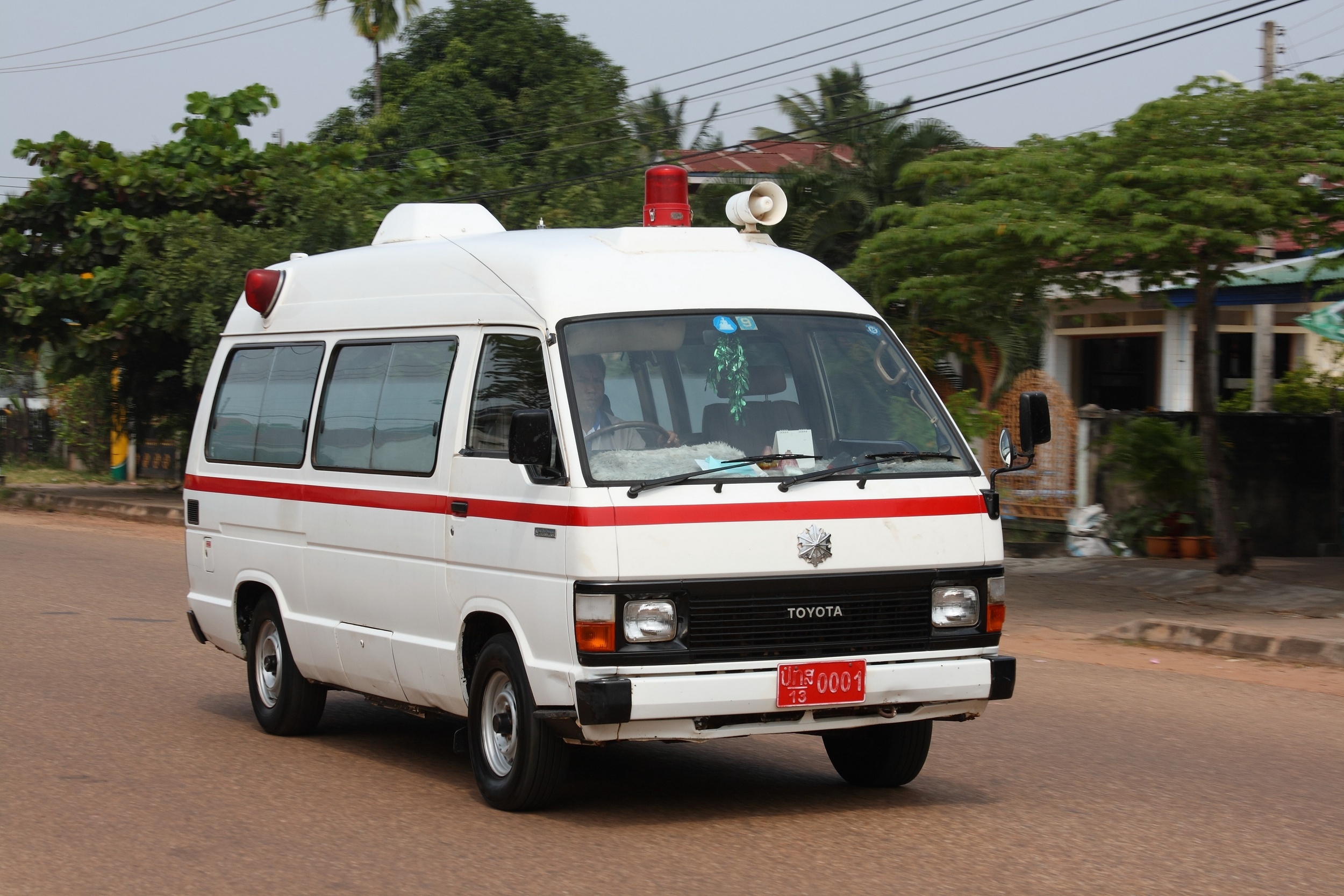
トヨタ救急車(2B) (1980年代） 引退後 海外に渡った車両
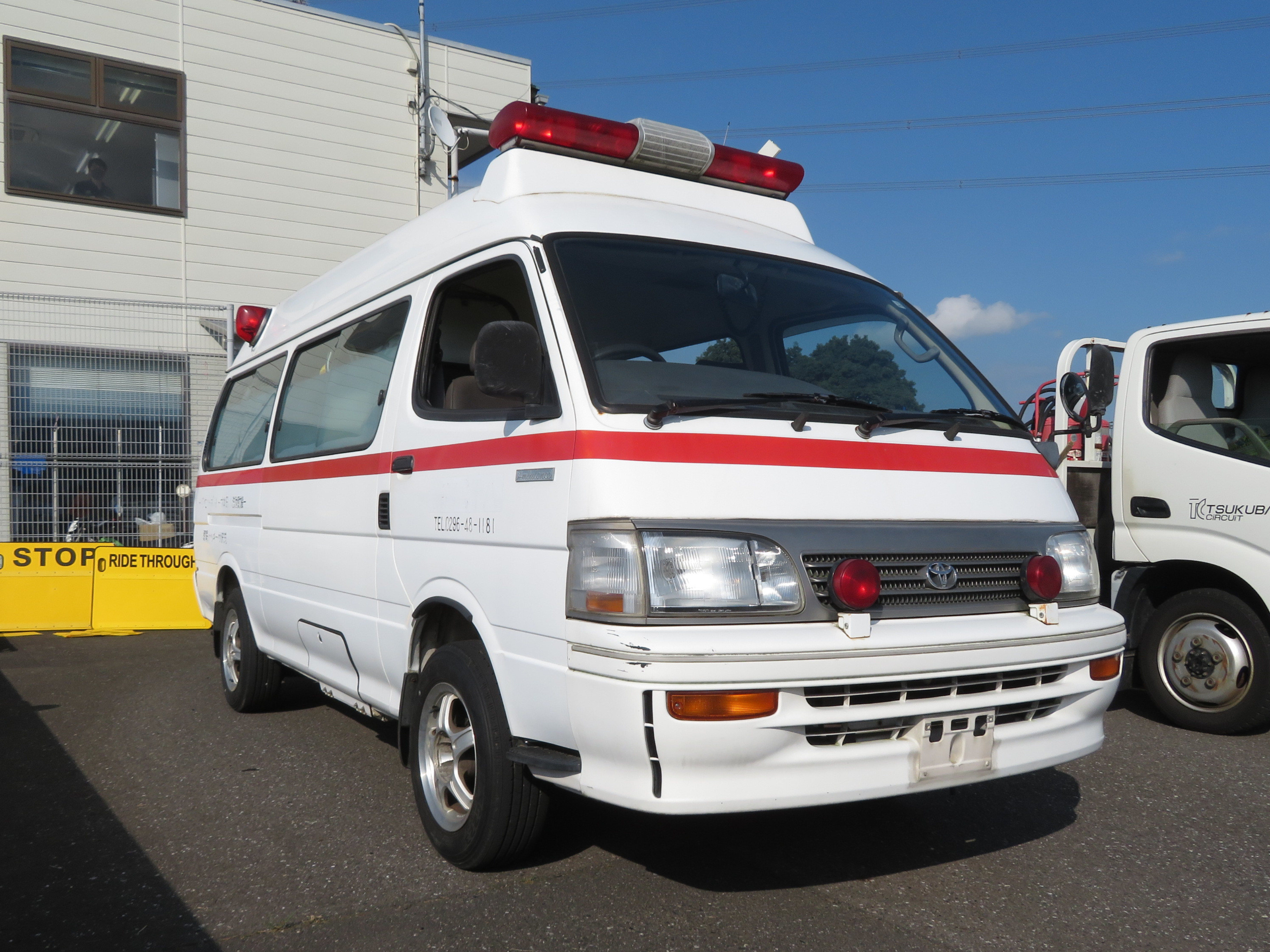
トヨタ救急車(2B) (1990年代）
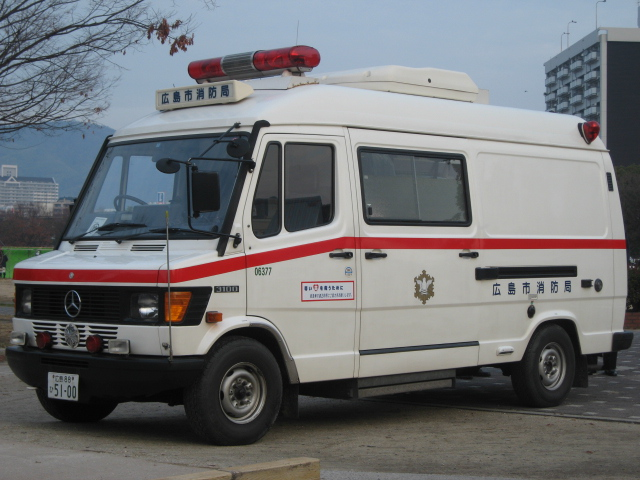
メルセデス・ベンツ製 高規格救急車 310D (1990年代）
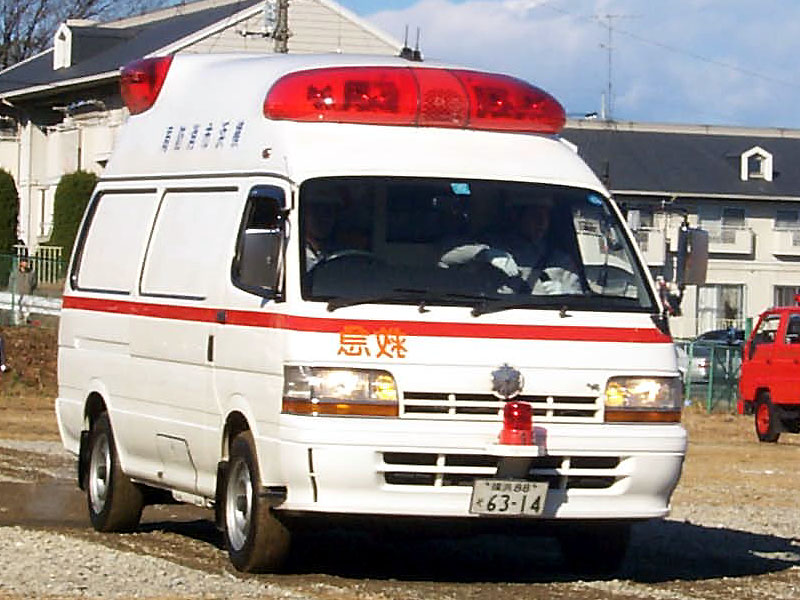
トヨタ製 高規格救急車 ハイメディック (1990年代）
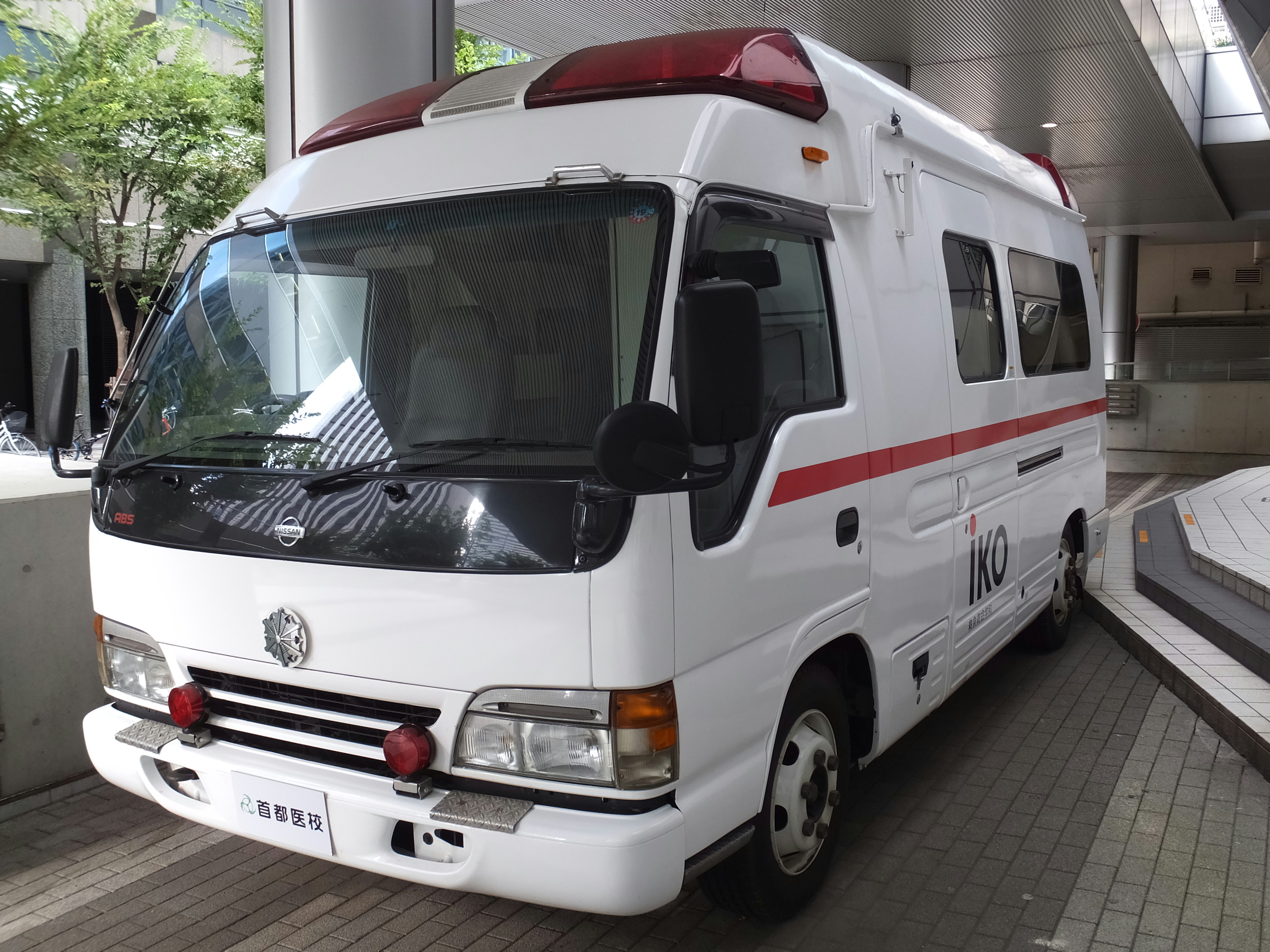
日産製 高規格救急車 パラメディック (1990年代）
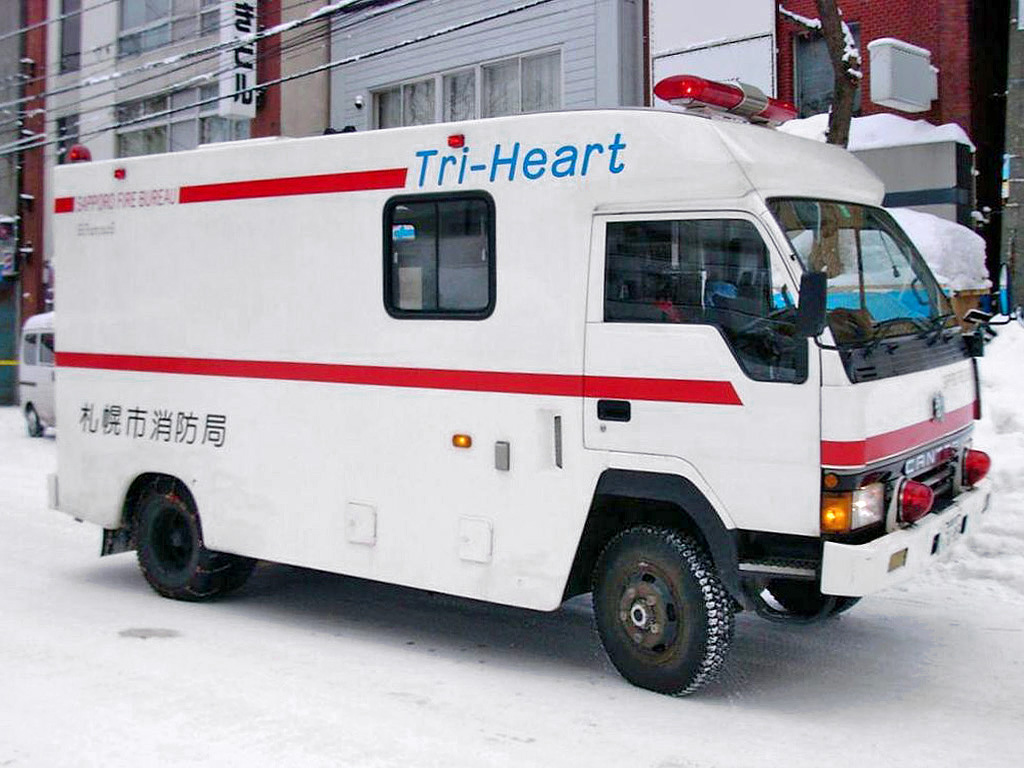
札幌ボデー製 高規格救急車 トライハート (1990年代）
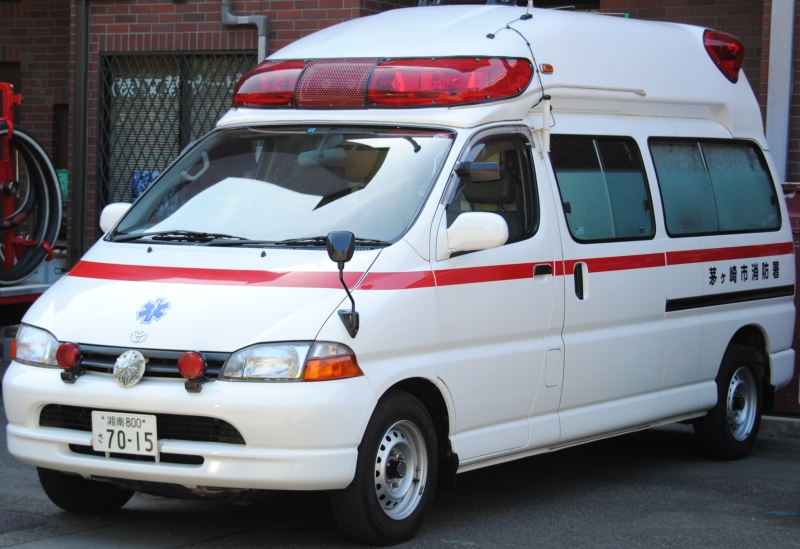
トヨタ製 高規格救急車 ハイメディック (2000年代）
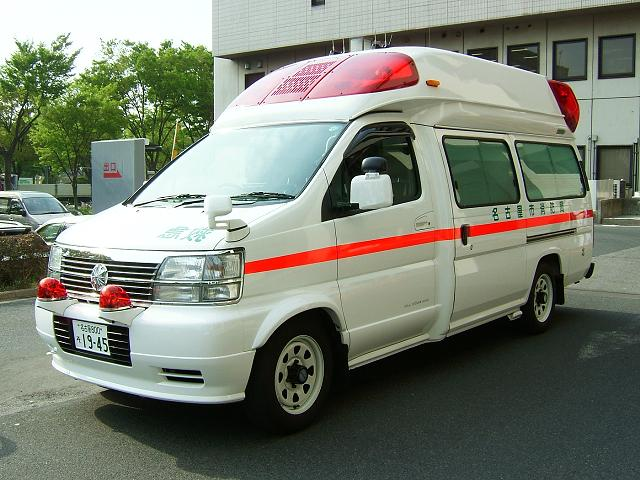
日産製 高規格救急車 パラメディック (2000年代）
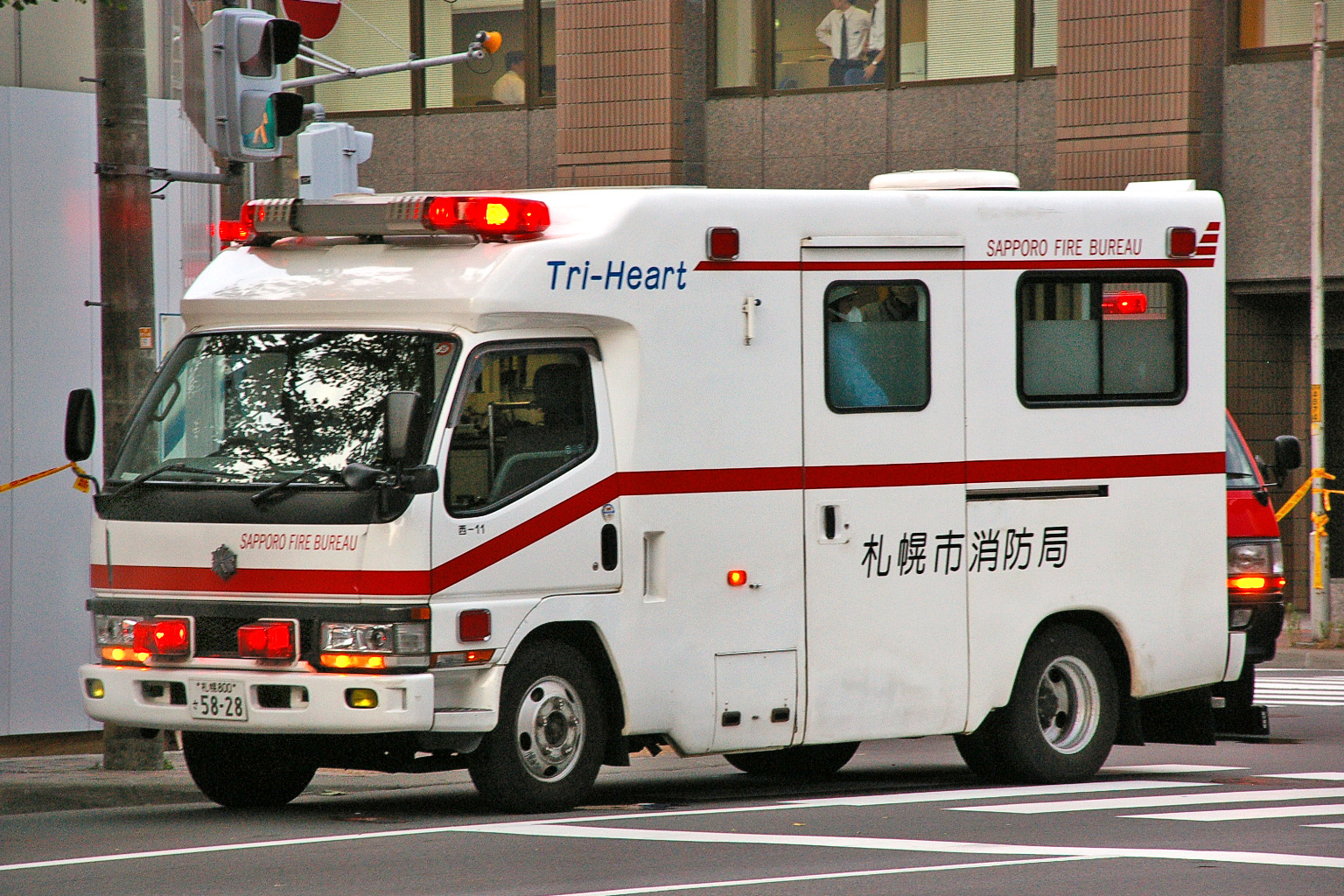
札幌ボデー製 高規格救急車 トライハート (2000年代）
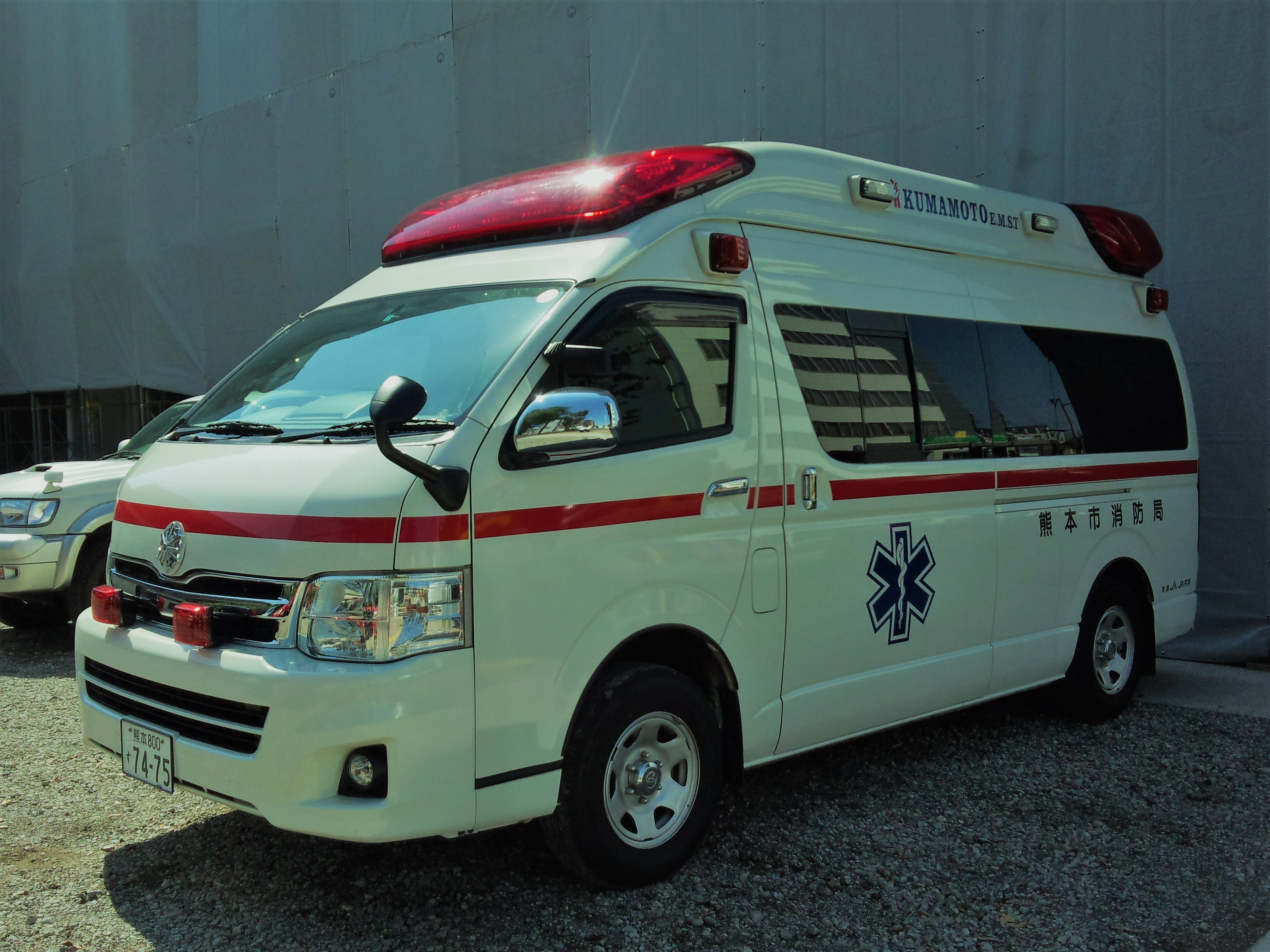
トヨタ製 高規格救急車 ハイメディック (2010年代）
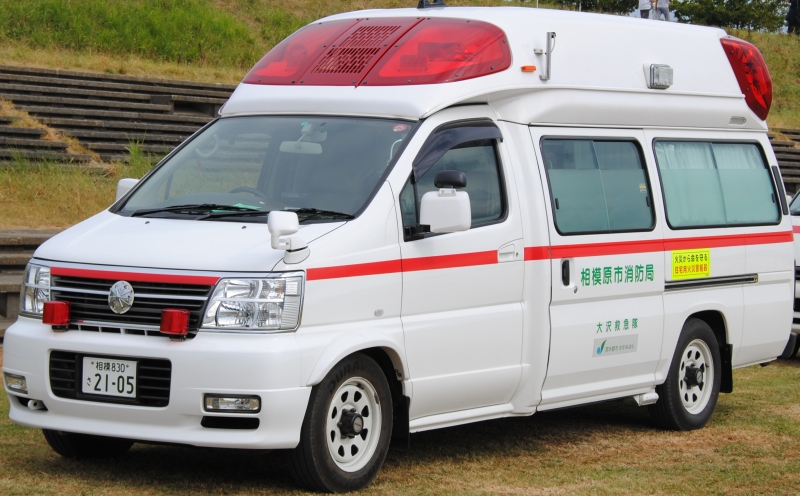
日産製 高規格救急車 パラメディック (2010年代）
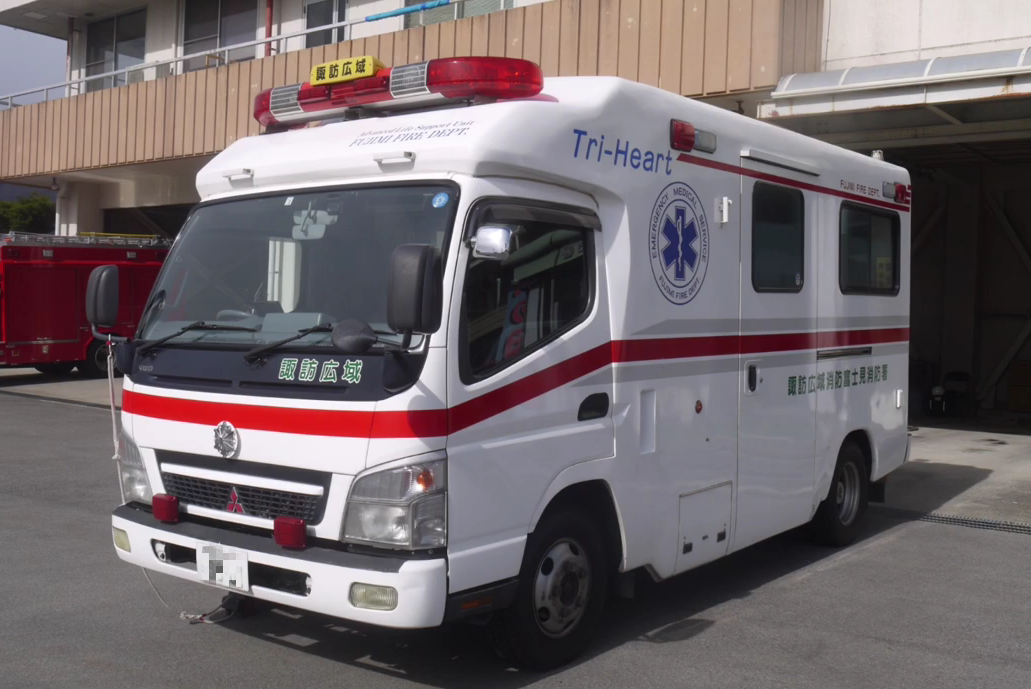
札幌ボデー製 高規格救急車 トライハート (2000年代後半）

（各社現行型高規格準拠救急車詳細は後述の国産高規格準拠救急自動車一覧を参照）

## 搭載されている主な医療用資器材

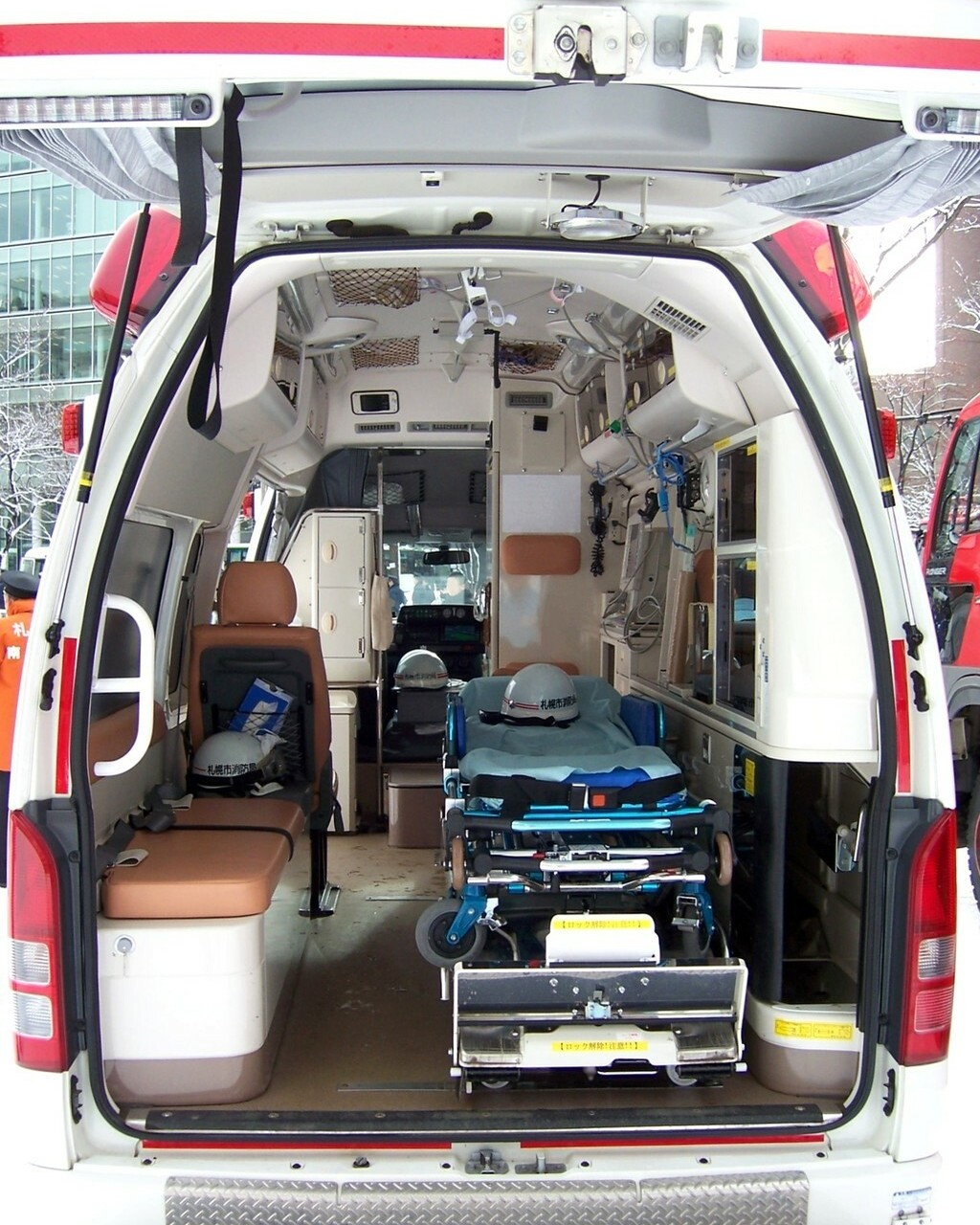
高規格救急車
車内医療用資器材

### 高規格救急車
- 観察用資器材 - 聴診器、血圧計（自動式・タイコス式）、検眼用ペンライト、患者監視装置（心電図・脈波・血圧・血中酸素飽和度）等。傷病者のバイタルサインなどを測定するために使用する。
- 人工呼吸器 - バッグバルブマスク・デマンドバルブ・自動式人工呼吸器等
- 自動式体外除細動器 - 電気ショックを与える医療器具。心室細動や無脈性心室頻拍の、致死的不整脈を治療するために使用する。法改正により一般市民でも使用可能となったAEDと救急車に積載されるものと異なる点は、隊員自らが心電図モニターにより除細動の適応を判断し解析を行い除細動適応であれば通電する点である[注釈 7]。
- 気道管理セット - 吸引器、喉頭鏡、マギル鉗子、開口器、経口経鼻エアウェイ等
- 搬送器材各種 - ストレッチャー（メイン、サブ、スクープ）　※近年では隊員の負担軽減のために、電動式ストレッチャーを採用することもある。
- 毛布
- 感染予防用具 - プラスチックグローブ、マスク、防護衣類、ゴーグル等
- 脊柱固定用具 - バックボード、頸椎固定カラー、ストラップ。交通事故などの高エネルギー外傷で脊椎損傷の可能性がある患者に対し全身固定を目的として使用する。
- 外傷キット - 滅菌ガーゼ・タオル包帯・三角巾・空気膨張型副木等
- 分娩セット
- 救出用具 - サイドウィンドウを割る為のハンマー、シートベルトカッター、バール、トップマン鳶等。これらで対応出来ない事案の場合は特別救助隊の支援を求める（通報で状況を聞き取った際に同時出動する事が多い）
- 医療用酸素 - 10リットルボンベ×2～3本
- 特定行為セット - ラリンゲアルマスク、食道閉鎖式エアウェイ、気管チューブ、静脈留置針、輸液セット、アドレナリン。なお、気管チューブとアドレナリンは医師の具体的指示を受けた「認定救急救命士」が使用できる。

## 法令関係・デザイン・調達

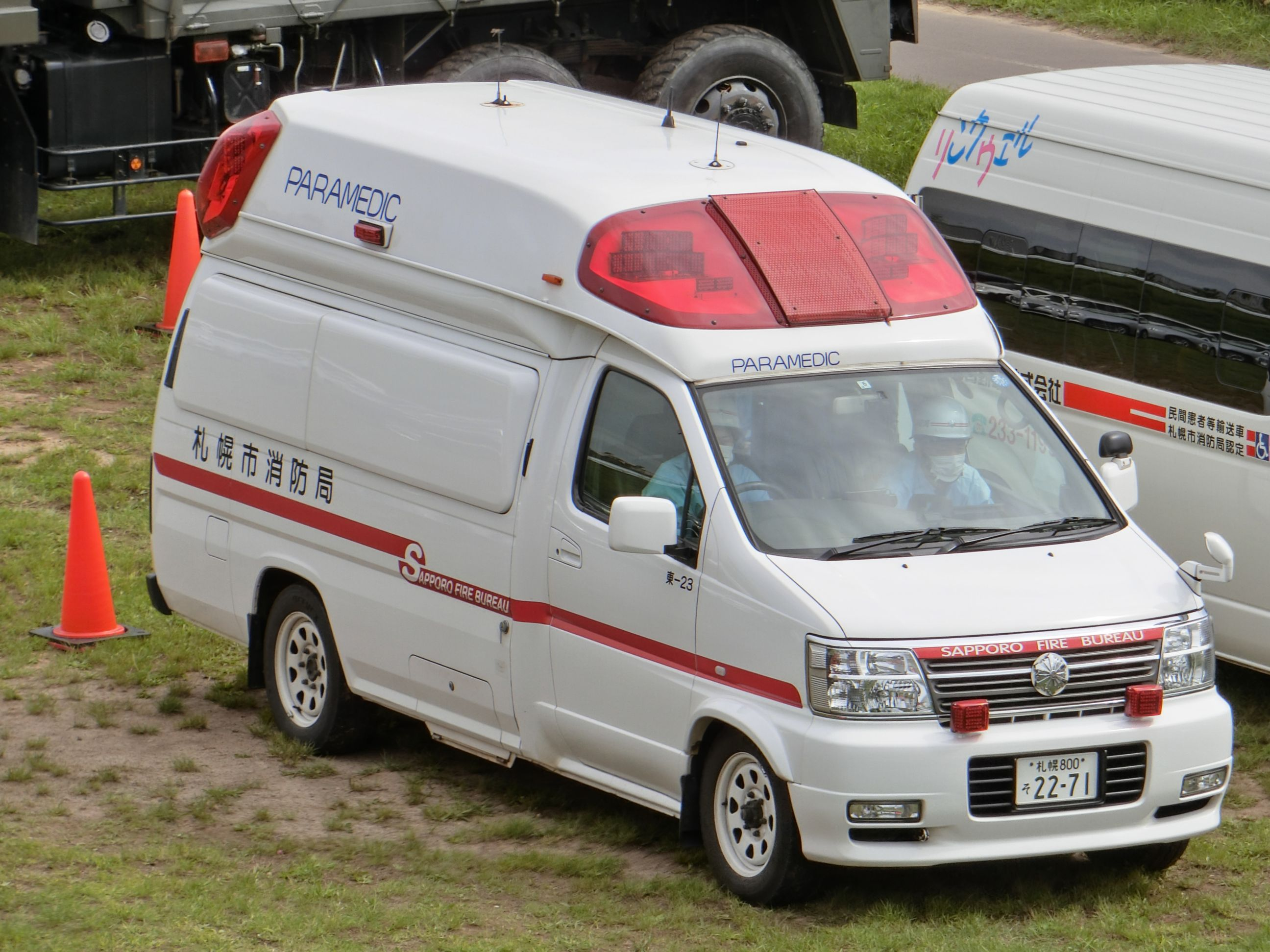
赤色のラインを「S」のモチーフに変形させている例
札幌市消防局
（日産パラメディック）

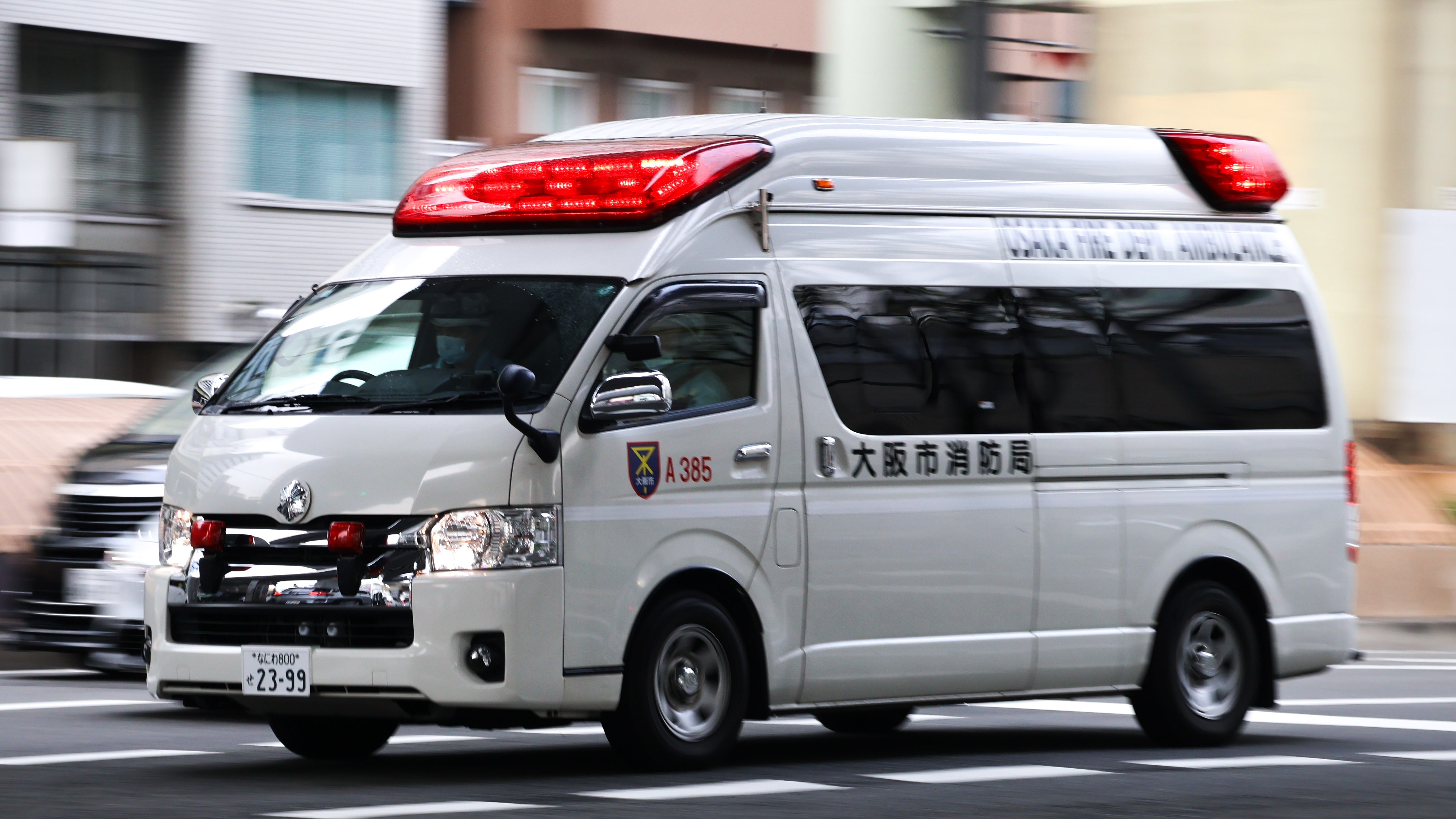
前部と側面に
赤色のラインが無い
車両の例
大阪市消防局
（トヨタハイメディック）

スター・オブ・ライフ

消防法施行令第44条で救急車は「救急自動車」と表記され、特種用途自動車の緊急自動車の形状例示では「救急車」と表記されている。道路交通法施行令第13条では緊急自動車の指定を受けることができる自動車として「国、都道府県、市町村、関西国際空港株式会社、成田国際空港株式会社又は医療機関が傷病者の緊急搬送のために使用する救急用自動車のうち、傷病者の緊急搬送のために必要な特別の構造又は装置を有するもの」を挙げている。
車体の色は道路運送車両法で白色と定められている。車体横のラインは法律の定めはなく、赤色のラインが引かれているのが一般的であるが、青色 又は黄緑色 のラインが引かれている車両もあるなど、ラインの色やデザインは地方自治体ごとに異なる。例えば、札幌市消防局の場合は色帯を「Sapporo」の頭文字である「S」のモチーフに変形させたものや、大阪市消防局 を含む一部の地方自治体では、赤色のラインが無い車両もある。
車両上部に赤色警告灯（側面や後部に補助警告灯として高輝度LEDを用いたものが設置されている）やスピーカー、消防無線機などを備えている。
ピーポー音サイレンは、1970年（昭和45年）に保安基準に適合しているか運輸省に照会して認可された法令上正式な救急車サイレン音である。近年では、交差点進入時などに補助警告音として使用されるモーターサイレン「ウー」音に加えて、交差点進入用「ウー」音サイレン・Yelp音サイレン（大阪サイレン製サイレンアンプ）や交差点進入用「ウー」音サイレン（トヨタカスタマイジング＆ディベロップメント製サイレンアンプ）、独自開発された交差点進入用サイレン・渋滞通過用サイレン（パトライト製サイレンアンプ）などを装備する車両が増えている。Yelp音は日本の法令上正式なサイレン音として認可されておらず、公道でのYelp音単独吹鳴は違法 となってしまうため、必ず正規の「ピーポー」音と同時に吹鳴して、保安基準に適合させる仕組みとなっている。
デザインは所属・隊名の他に、スター・オブ・ライフや消防本部または市町村章のマーク、オリジナルキャラクター、火災予防や救命講習の呼びかけなど、多種多様である。車両前部に“救急”の表示を左右反転させ鏡文字にしている車両があるが、これは走行中の一般車両が後方から接近する救急車をバックミラーで容易に認識させるためで、ヨーロッパ などで一般的である。空港近くの消防署・出張所に配置されている救急車に、空港構内へ進入して航空機のすぐ近くへ接近するために、空港構内専用のナンバープレート「ランプパス」を登録した車両もある。

### 納入に至るまで
日本の地方公共団体が救急車を購入する場合、一般的に競争入札で購入する。納入までの主な手順は次の通り。
1. 救急自動車を購入する際は更新および増隊の必要の有無に基づいて決定され、消防本部を運営する地方自治体の議会（以下、議会）が新年度計画を発表する。
2. その後、各消防本部が運営する地方自治体の入札業者名簿に登録されている販売業者に対し、入札の公告を告示をする。販売業者は期間内に仕様や金額を書いた各種用紙一式をまとめた封筒を各消防本部の指定先に届ける。
3. 開札が行われた後、一番安い価格を提示した業者が落札し仮契約を結ぶ。その後、議会で審議・可決された後、契約が成立する。
4. その後販売業者は自動車メーカーに発注し、自動車メーカーから指示を受けた艤装メーカーが車輌を生産する。
5. 生産完了後、販売業者の元に車両が届けられる。救急自動車は型式を取得していても指定自動車でないため国土交通省直轄の運輸局にて持ち込み検査を行い、登録完了後各本部に納入される。

- 逆に随意契約になることもある。例として、入札を締め切った後入札業者名簿に登録されている業者が1社しかない場合や指示内容や諸事情（生産中止など）により納入が不可能になったりした場合である。
- 入札で救急自動車が納入されるだけでなく企業や法人[注釈 14]、一般の個人などから寄贈されることもある[21]。寄贈者が希望した場合、車体に寄贈者名や「助成車両」のネームやロゴマークを入れる事が出来る[22]。交付金で購入した場合も車体に交付金名が入る。類似したケースでは日本赤十字社の新潟県支部が2010年まで県内の消防本部に救急車を貸与していた。この車両には赤十字マーク[注釈 15] が付けられていた。

## 種別

### 高規格救急自動車（高規格救急車）
日本の消防で現在主力の救急車両であり、救急隊員3名のうち最低でも1名の救急救命士が乗務し、運用されている。
従来型や外国製などを参考に1980年代後半から基本研究・開発がスタートした。当時主力の国産2B型（後述）では車内患者室が狭く、新しく増える医療機器や医療器具を設定すると、救急隊員の活動が制限されることが判明した。一方、3B型救急車（後述）は医療機器や医療器具を置くスペースはあるものの、2B型と比較して小回り性能と操縦安定性が低く、エンジンの騒音、車内の振動対策などが必要と分かった。
また、2B型・3B型に共通して、医療機器などを新たに積載する事による車両総重量の増加に対してエンジン出力が不足する点、室内高が不足する点など、ベース車両自体を大幅に改造・改良しなければ要求性能を満たせないことが分かった。そのため、当初導入された高規格救急車は全て輸入車であった。
そこで、保安帽をかぶった救急隊員が車内で屈まず自然な姿勢のまま迅速に救命処置ができる室内高を持ち、医療機器などを無理なく収納できる室内幅を持った高性能な救急自動車を1991年（平成3年）の救急救命士法施行にあわせて新規規格化したのが高規格救急自動車である。
日本製高規格救急車のベースとなったのは当時全国で主力だった2B型で、2B型同様に傷病者を仰臥位または背臥位の姿勢で2名搬送できるベッド を有している。なお、「高規格救急車（2B型）」という表記は救急車種別を2つ表示している事になるため誤用・誤謬である。
車両患者室内の高さや装備品等の基準が定められており、以前まで総務省消防庁認定「高規格救急車」又は「高規格救急自動車」と表記され、認定書類付きで販売されていたが、要件具備の確認行為は廃止された。現在では総務省消防庁が定めた高規格救急車の標準仕様に準拠した車両が「高規格準拠救急自動車」又は「高規格準拠救急車」として、販売されている。
災害対応特殊救急自動車＝高規格救急車というわけではなく、災害対応特殊救急自動車は国が行う緊急消防援助隊設備整備費補助金交付要綱 の要件を満たす4WD救急自動車の事をいう。
現行モデルで日産パラメディックベースの消防指揮車  とトヨタハイメディックベースの消防指揮車  は確認されていない。

### 2B型救急自動車

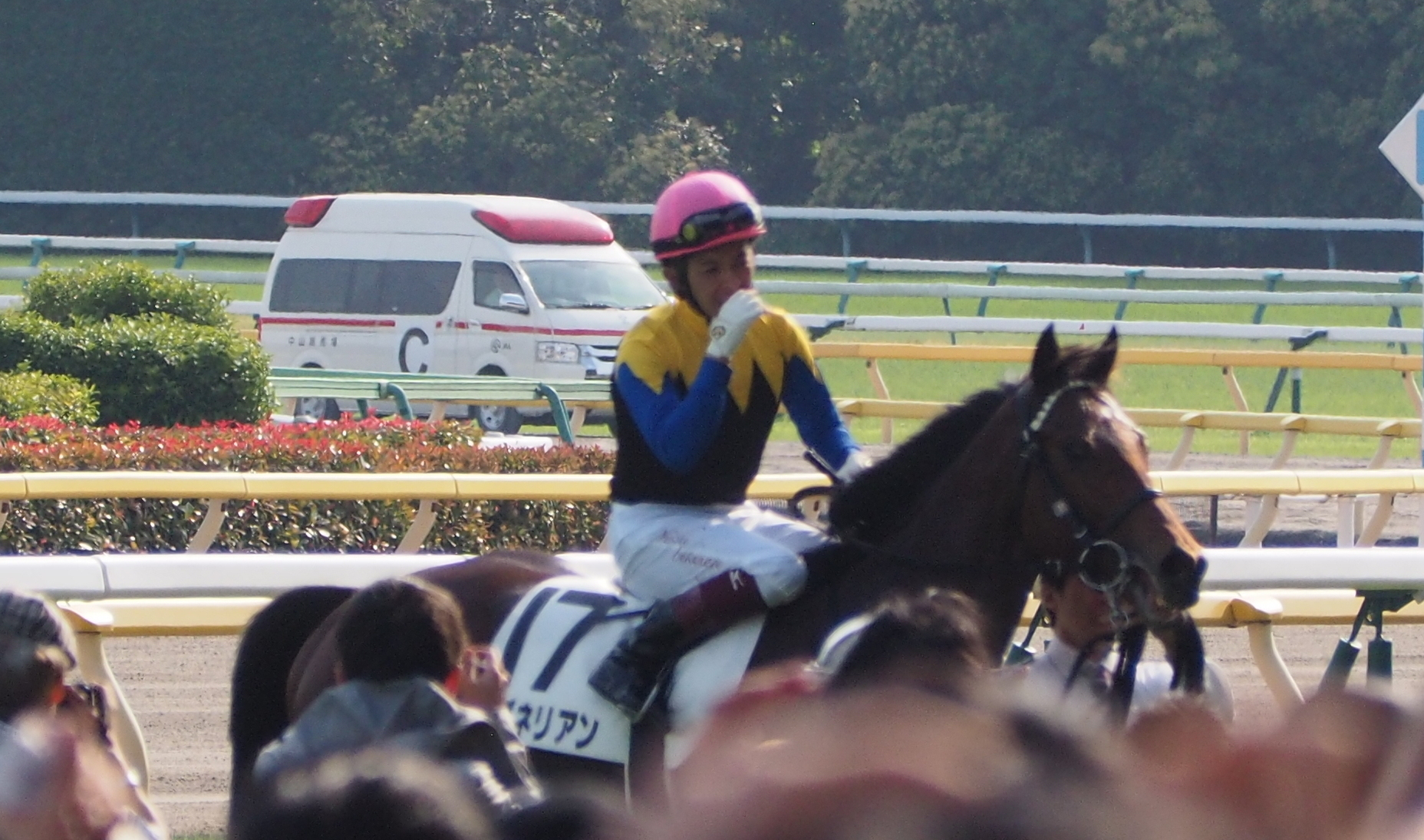
東京競馬場に派遣された
中山競馬場の2B型
トヨタ救急車

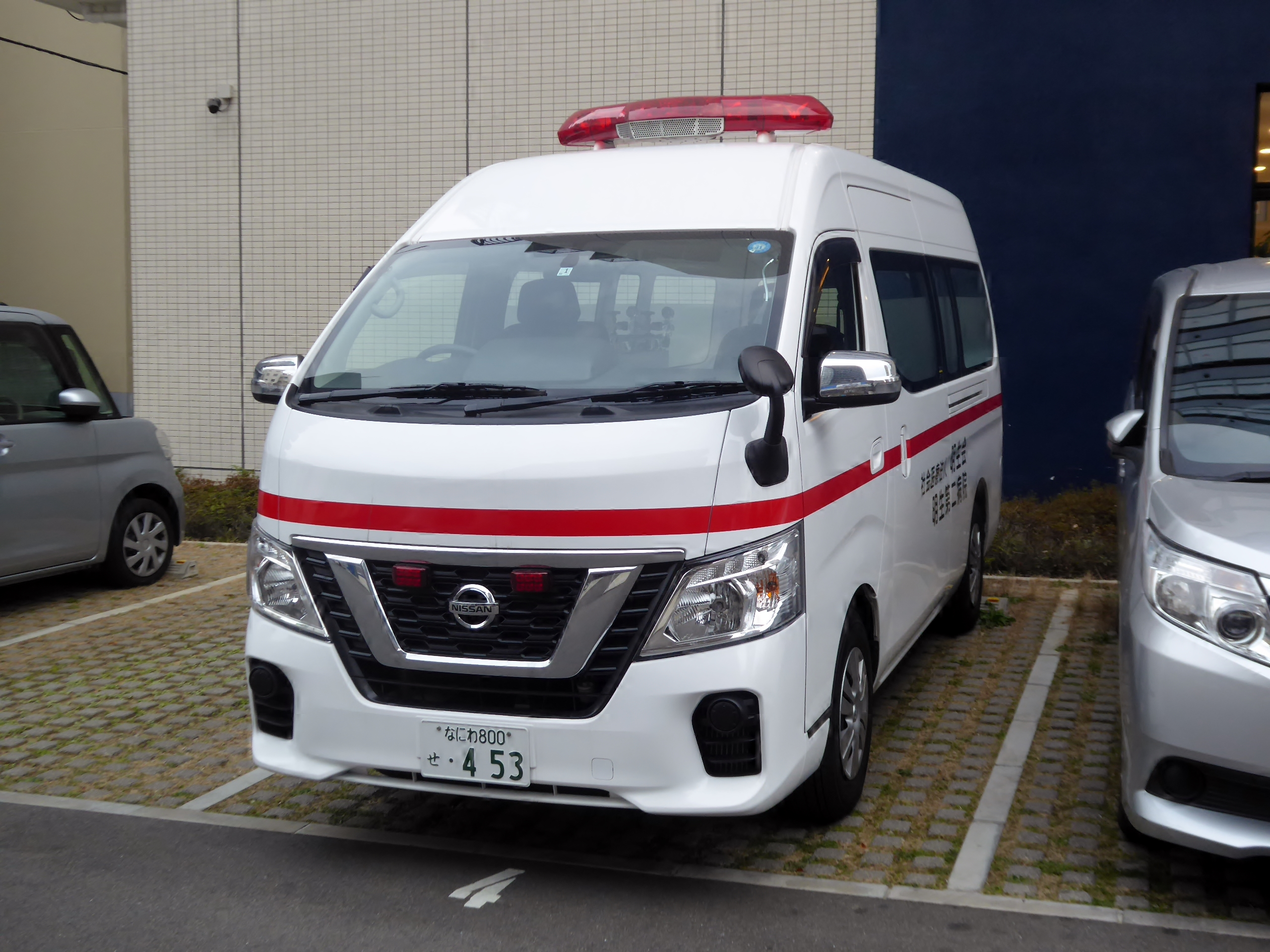
標準的な2B型救急車
フロント

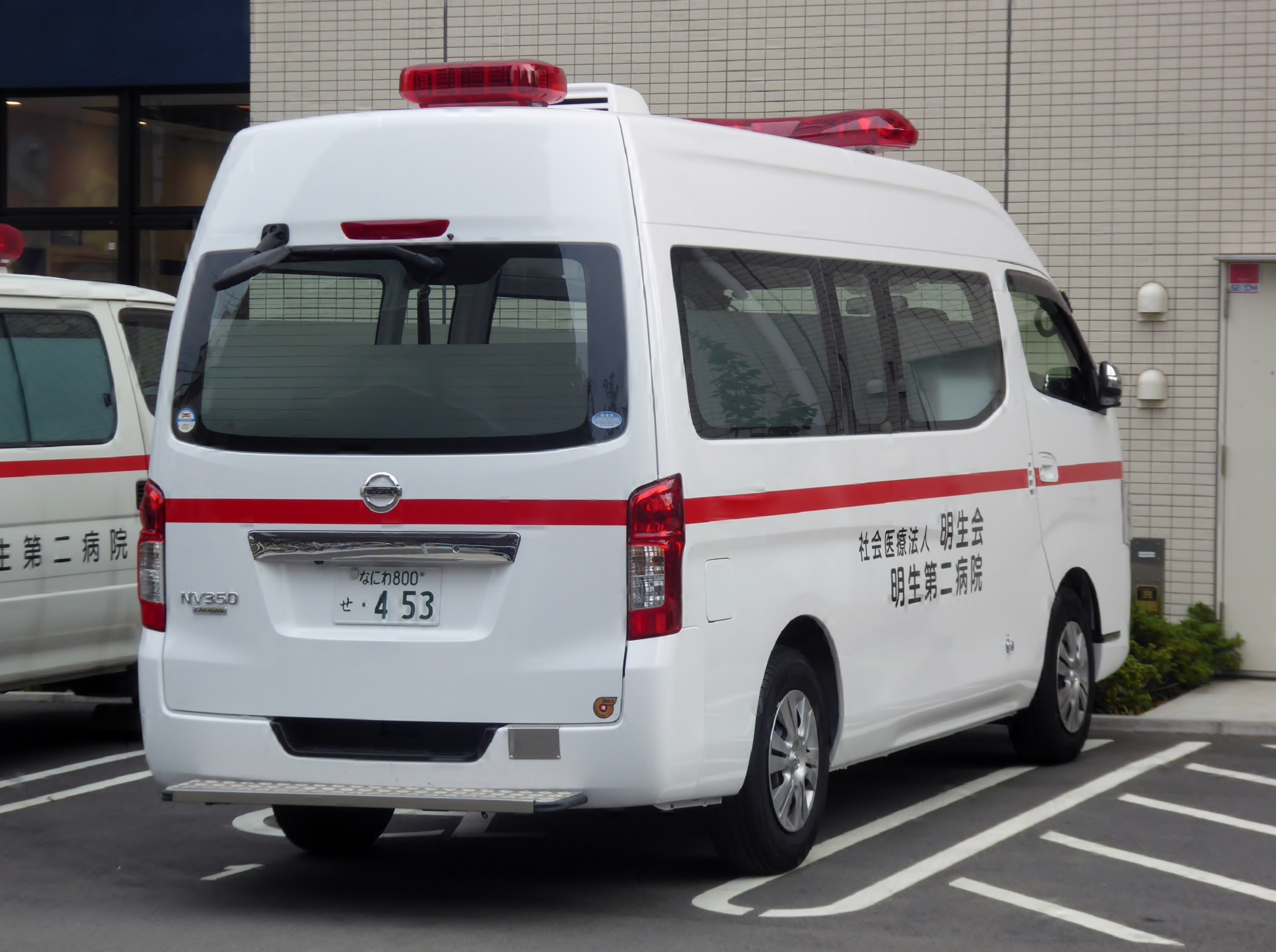
標準的な2B型救急車
リア

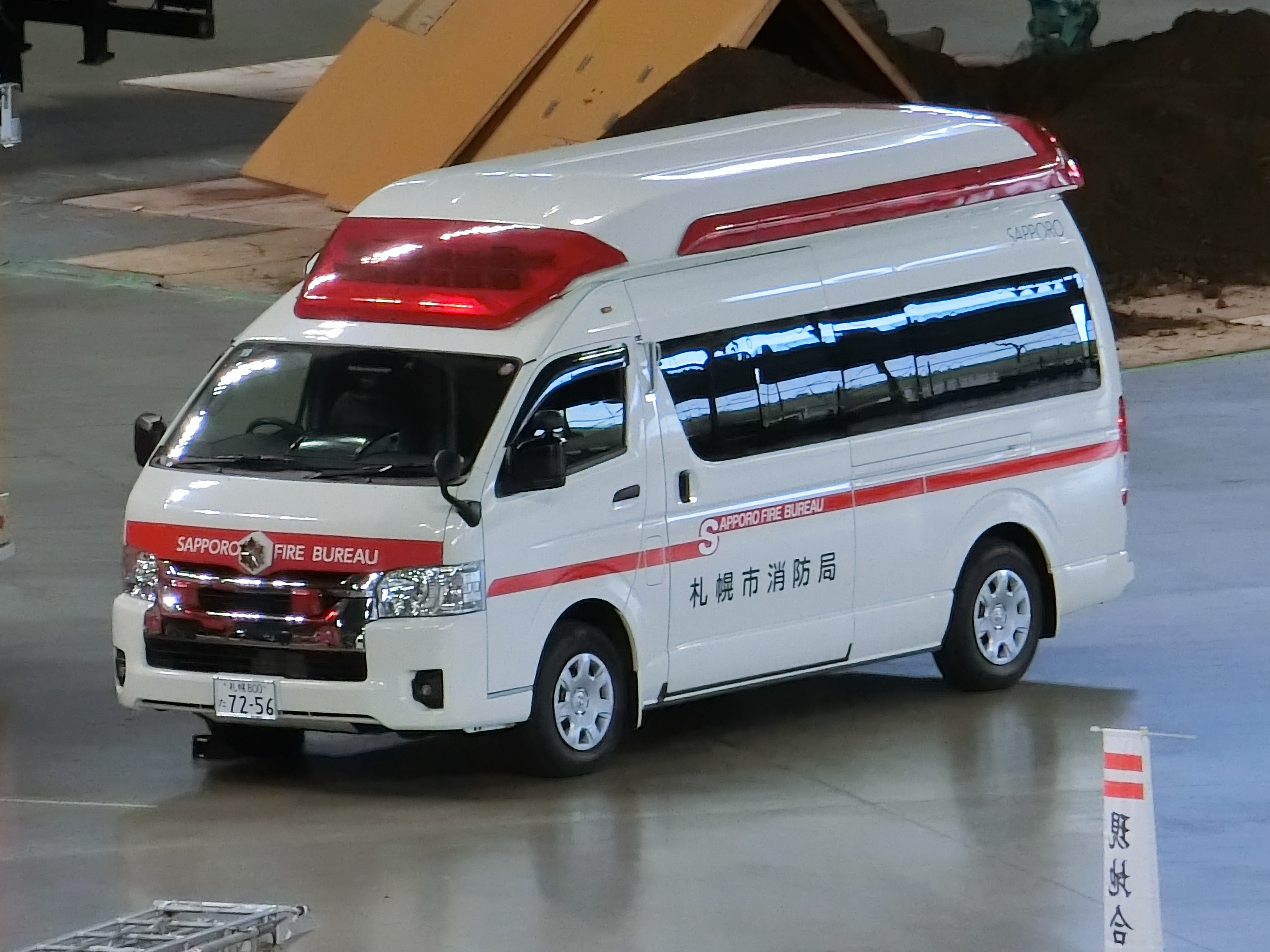
外国製電動
ストレッチャーを
初めから標準装備している
C-CABIN

2Bとはツーベッドの略で、傷病者を仰臥位背臥位起座位の姿勢で搬送できるベッドを2名分有している救急車両である。高規格救急車登場以降は「標準救急車」や「普通救急車」などと呼ばれている。
陸上自衛隊駐屯地で見られる救急車  や、一般的な民間病院所有の救急車 は基本的に2B型救急車である。
また、競馬場や大規模サーキット、大型テーマパーク、大企業の工場や発電所、石油コンビナートなどの自衛消防組織が運用している救急車も基本的に2B型救急車である。
自治体消防で救急車として運用が始まった1960年代前半までは、消防車と同じ音のサイレンを装備し、主にトラックシャシをベースに自動車メーカーやコーチビルダーが架装した車両であったが、1960年代後半からはステーションワゴンをベースにした車両に変わり、サイレンも救急車専用の「ピーポー音」を吹鳴する電子式となった。
1970年代からは商用ワンボックスカーをベースにした車両になり、現在に至る。
現行モデルでは、2B型トヨタ救急車は2006年（平成18年）4月から高規格救急車ハイメディックと赤色灯（ルーフ内蔵式）などが共通化されたため、外観による両車の判別は難しくなっている。
日産の2B型救急車は2B型トヨタ救急車と異なり、基本的に運転席側（右側）の側面にスライドドアが無いので、外観で判別できる。
また、見た目上パラメディックと同じ外観の2B型赤色灯ルーフ内蔵式モデル（スーパーハイルーフ仕様）も、基本的に運転席側（右側）側面にスライドドアが無いことと、バックドアに「CARAVAN（NV350）」の車名エンブレムが付いているため、パラメディックと判別が可能である。
一部の地方公共団体や総合病院などで準高規格救急車 と呼ばれる救急車があるが、現在、準高規格救急車という名称・規格は総務省消防庁が定めた規格ではないため、種別上は2B型救急車に属する。
災害対応特殊救急自動車の要件に適合すれば2B型救急自動車（準高規格救急車）も、高規格準拠救急自動車と同じく補助金が交付 されるが、補助金の交付を受けて導入した車両は必ず緊急消防援助隊登録車両となるため、他の市町村や都道府県で大きな災害が発生した場合は要請に応じて緊急消防援助隊登録車両として出場しなければならない。
準高規格救急車は市販の高規格救急車では要求する性能又は条件を満たすことが出来ない場合に導入されている。
事例は次の通り。
- 道が狭い地域を管轄する地方自治体が高規格救急車より車幅や全長の小さい商用ワンボックスカーをベースに高規格救急車と同等の架装をして運用[注釈 29]。
- 総合病院での2台目の救急車や、規模の小さい地方自治体や財政が厳しい地方自治体の更新車両として等々、導入経費の削減を目的に2B型救急車を高規格救急車と同等に再架装し運用。
- 販売されている高規格救急車には設定されていないディーゼルエンジン仕様の商用車をベースに製作し運用[注釈 30]。
- 救急隊員の負担軽減のため、電動ストレッチャー仕様の車種（ベルリング「C-CABIN」、オプションの電動ストレッチャー仕様を選択した日産「パラメディック」、トヨタ「ハイメディック」）[注釈 31]を導入し運用。

### 3B型救急自動車
3Bとはスリーベッドの略で、傷病者を仰臥位または背臥位の姿勢で搬送できるベッドを3名分有している救急車両である。
日産・シビリアンなどマイクロバスをベースにした救急車で、1970年代から1990年代前半にかけて普及 していた。
2003年6月の消防組織法上に緊急消防援助隊が正式に位置づけられ、緊急消防援助隊車両に対する補助金が義務的補助金として優先的に扱われるが、補助金の支給対象は救急車が災害対応特殊救急自動車、人員搬送用は2007年（平成19年）に規格化された消防車両の支援車III型で、3B型救急車は補助金支給の対象外であるため新たな需要はなく、製造メーカーでも生産を終了しているため新たに導入された3B型救急車は近年確認されていない。

### 大型救急自動車

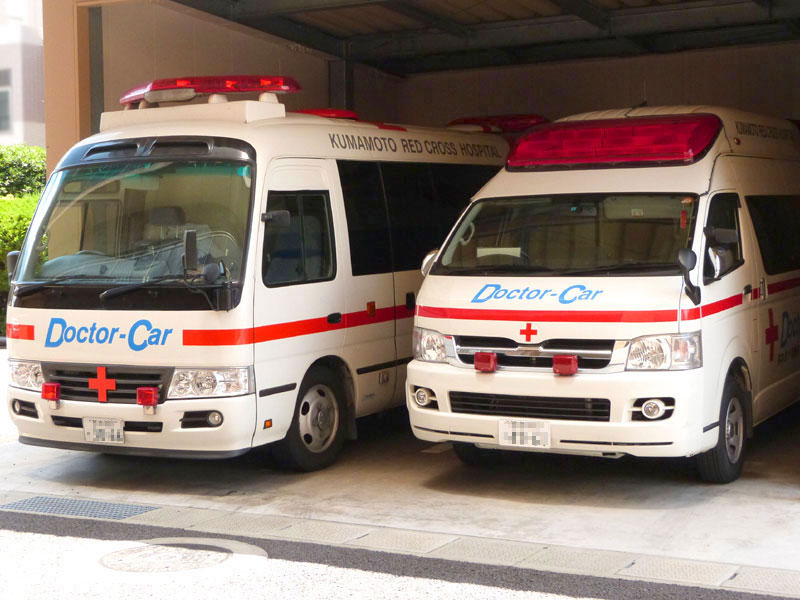
大型救急車（左側）
ドクターカータイプ
（熊本赤十字病院）

マイクロバスをベースにした車両で、日産シビリアンやトヨタ・コースターがベース車両として主に使われている。
用途別の架装タイプは、以下の4種類がある。
1. 高度な医療用機器を積載し三次救急医療機関で使用されるドクターカータイプ
2. 新生児患者を搬送するため大型保育器などの医療用機器を積載している新生児用救急車（ドクターカー）タイプ
3. 多くのベッド（担架）を積載又は20名程度の座席を装備し、事故や災害で複数の負傷者が発生した時に使用する多数負傷者搬送用[注釈 33] タイプ
4. 東京消防庁に配備されている一類・二類感染症患者兼特殊災害傷病者搬送タイプ

新生児搬送用大型救急車は、総合周産期母子医療センターに指定されている総合病院等に、多数負傷者搬送用の大型救急車は空港、高速道路、新幹線の駅を管轄する自治体 等に配備されている。

### 軽救急自動車

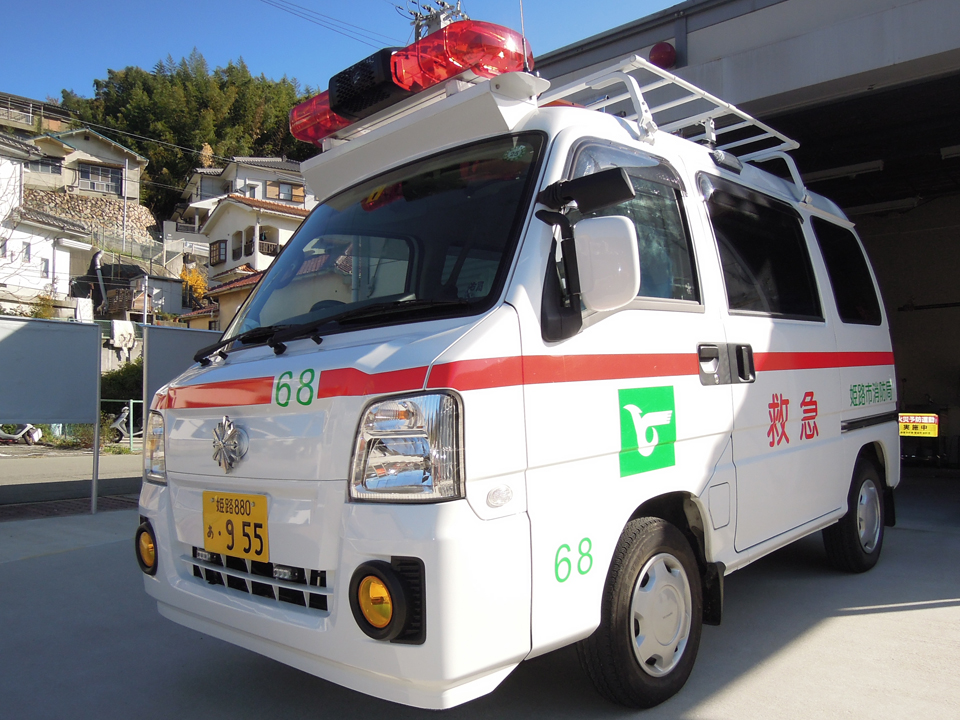
軽救急車SUBARUサンバー初代 更新引退済み
2代目はスズキ・エブリイ

規模の小さい離島や高規格救急車、2B型救急車が進入できないような狭隘道路地域などで使用される。
軽ワゴン車をベースに救急車へ改造した車両で、狭隘道路地域における「高機動性」と、傷病者「搬送」の2点に特化した救急車である。

2009年10月、兵庫県姫路市消防局が国の構造改革特区の提案募集として、離島などに限り軽救急車を運用できるように救急業務実施基準の緩和を申請。2011年4月、協議の結果総務省消防庁が救急車の実施基準を改定。「道幅が狭い場所で救急業務を行う場合は基準を適用しない」として、軽救急車を認めた。 これを受け同月、兵庫県の姫路市消防局が家島本島と坊勢島各1台ずつ配備し運用を開始。2022年に初代車両スバル・サンバーベースが更新され、2代目としてスズキ・エブリイベースの車両が配備された。2代目は軽救急車専用ストレッチャーなどを装備している。
この他の運用例として大分県臼杵市の臼杵市消防署、広島県江田島市、宮崎県高千穂町の役場救急隊 や鹿児島県三島村の診療所救急、和歌山県海南市などがある。
その他、三菱・ミニキャブやダイハツ・ハイゼット、ホンダ・バモスホビオも架装され軽救急自動車となっている。
現在では、トーハツ製のダイハツ・ハイゼットをベースに架装した軽救急自動車や、赤尾製のスズキ・エブリイに架装した軽救急自動車が主となっている。

### 消防救急自動車（消救車）

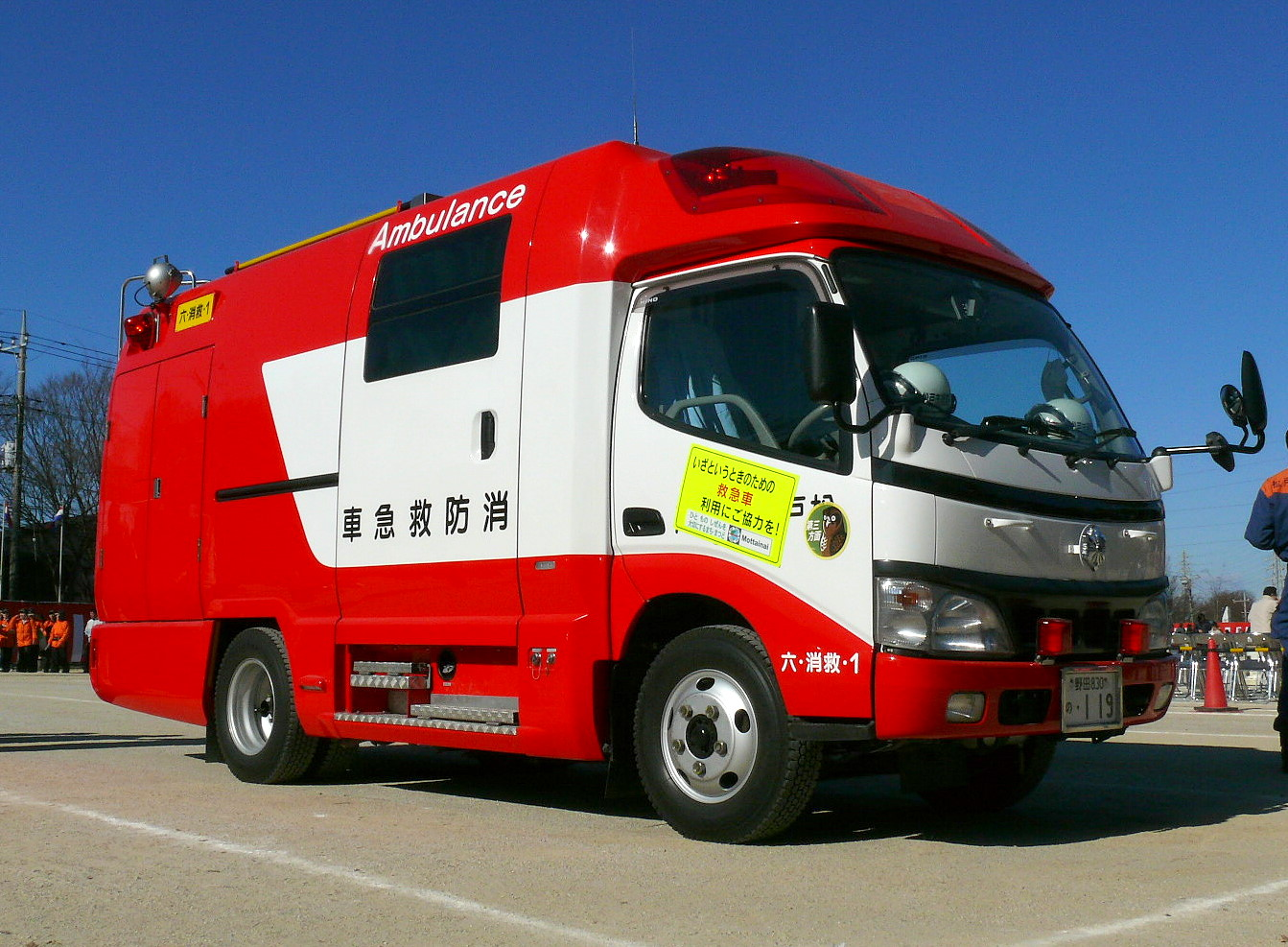
消救車 第1号車
後継は通常のポンプ車に更新
引退済み（松戸市消防局）

消救車（しょうきゅうしゃ、正式名称：消防救急自動車）は、別々の消防自動車と救急自動車の両方の機能を合わせ持つことで車両配備費用と人員の削減を目的として開発された車である。専用車両をそれぞれ購入する場合に比べて費用負担は少ないが、両方の機能を持つ車両は法令上も想定外だったこともあり、より的確に運用できるかどうかが課題だった。実際に導入した消防本部でもポンプ車として使用されることがほとんどだったことから1台目以降の導入が続かず、全国的に普及しなかった事から残念ながら生産中止となっている。現在は消救車をベースとした指揮車両などが生産されている。
2025年現在、実際に配備されている消救車は日本で2台のみとなっている。
- 2008年（平成20年）4月に青森県むつ市大畑町の大畑消防団本部付分団に全国三例目の消救車が配備された。同分団の消防団がポンプ車として使い、救急車としては同分団に隣接する下北地域広域行政事務組合消防本部大畑消防署が運用する。
- 2015年度に福井県の嶺北消防組合に配備された。

更新引退済み消救車
- 2004年（平成16年）12月にモリタが開発・製造した日野・デュトロベースの車両が、第1号車として松戸市六実消防署に導入されていた。更新車両は通常のポンプ車となった。
- 2007年（平成19年）4月に京都市北消防署中川消防出張所に全国二例目となる消救車が導入された。消防車部分は京都市消防局特注モデルのため小型動力ポンプしか搭載していない。救急車部分でも防振ベッドや生体情報モニターなどを備えるが、高規格救急車と比べると設備は劣るため、救急車としては準高規格救急車と同レベルだった。更新車両は日産・キャラバンに可搬式ポンプとストレッチャーを積載した消防救急車となった。なお、京都市消防局では「救急車」ではなく「消防車」の扱いになるため、車体は赤色に白のラインが入ったものとなっている。

他に通常の消防車を用いるケースとして、救急出場時に救急現場に近い消防署・出張所から消防車を同時に出場させ、救命処置や救急隊の活動支援等に当たらせる、いわゆる「PA連携」 と呼ばれる出場がある。一時、愛媛県と高知県の公安委員会が「消防車の本務は消防活動であり、PA連携は目的外使用。道路交通法違反の疑い」などと指摘 したことを受け、2011年（平成23年）12月28日に警察庁交通局交通企画課からPA連携について「消防自動車が緊急走行により救急現場に向かうことが許されると解される」と各都道府県警察本部などに通知、同日、総務省消防庁からも同内容が都道府県に通知 され、現在では全国で問題なくPA連携が行われている。

### その他特殊な車両
東京消防庁八王子消防署浅川出張所は高尾山山頂まで走行するため、トヨタ・タウンエースをベースにした小型救急車が2017年（平成29年）4月に配備された。

## 車種

### 国産高規格準拠救急自動車一覧

#### 現行最新モデル
トヨタハイメディック（HIMEDIC、1992年 - ）
トヨタ自動車製。トヨタ・ハイエースをベースに架装。
日産パラメディック（PARAMEDIC、1993年 - ）
日産自動車製。日産・キャラバンをベースに架装。
札幌ボデートライハート（Tri-Heart、1992年 - ）
札幌ボデー工業製。いすゞ・エルフをベースに架装。

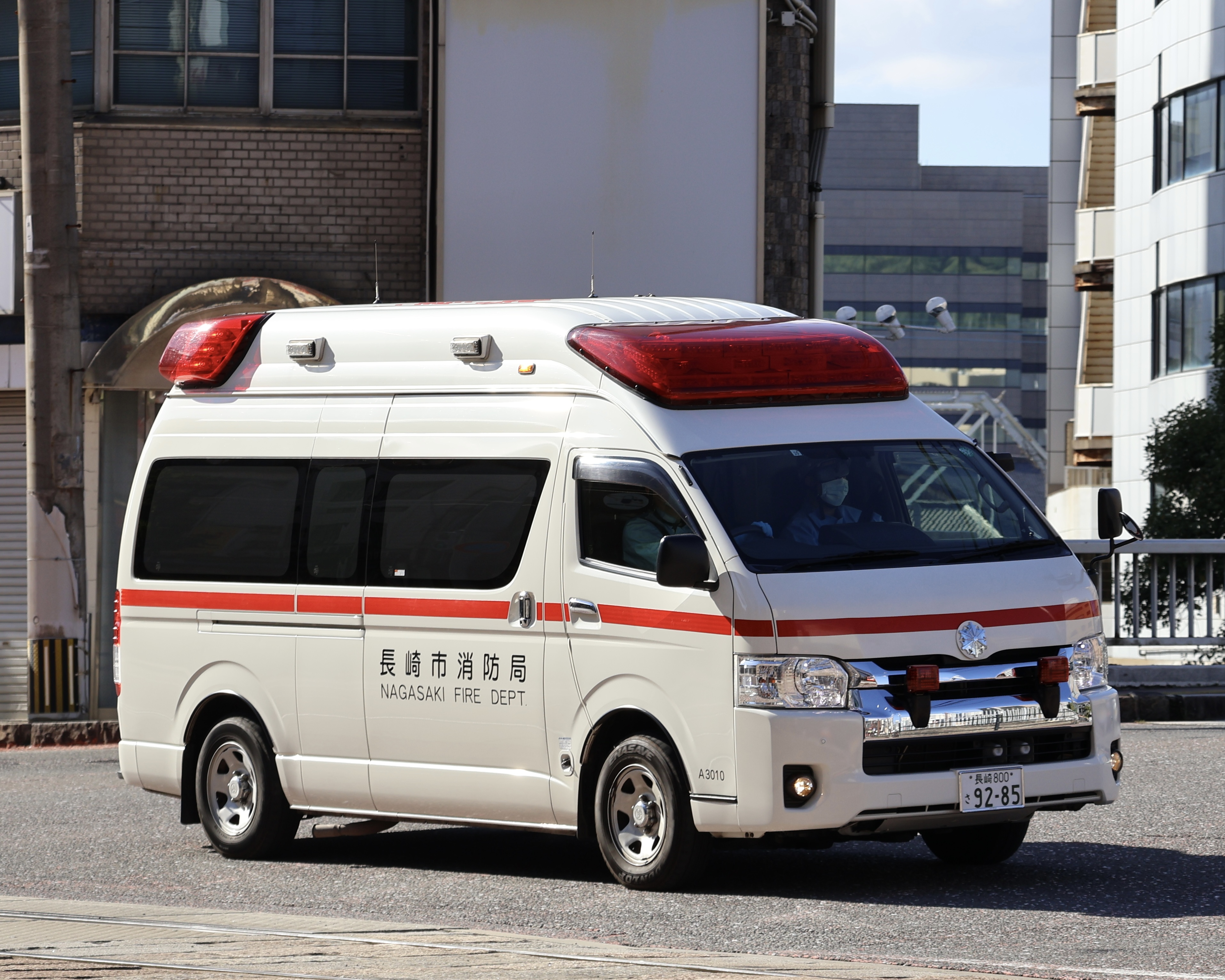
トヨタ自動車製 ハイメディック （長崎市消防局）
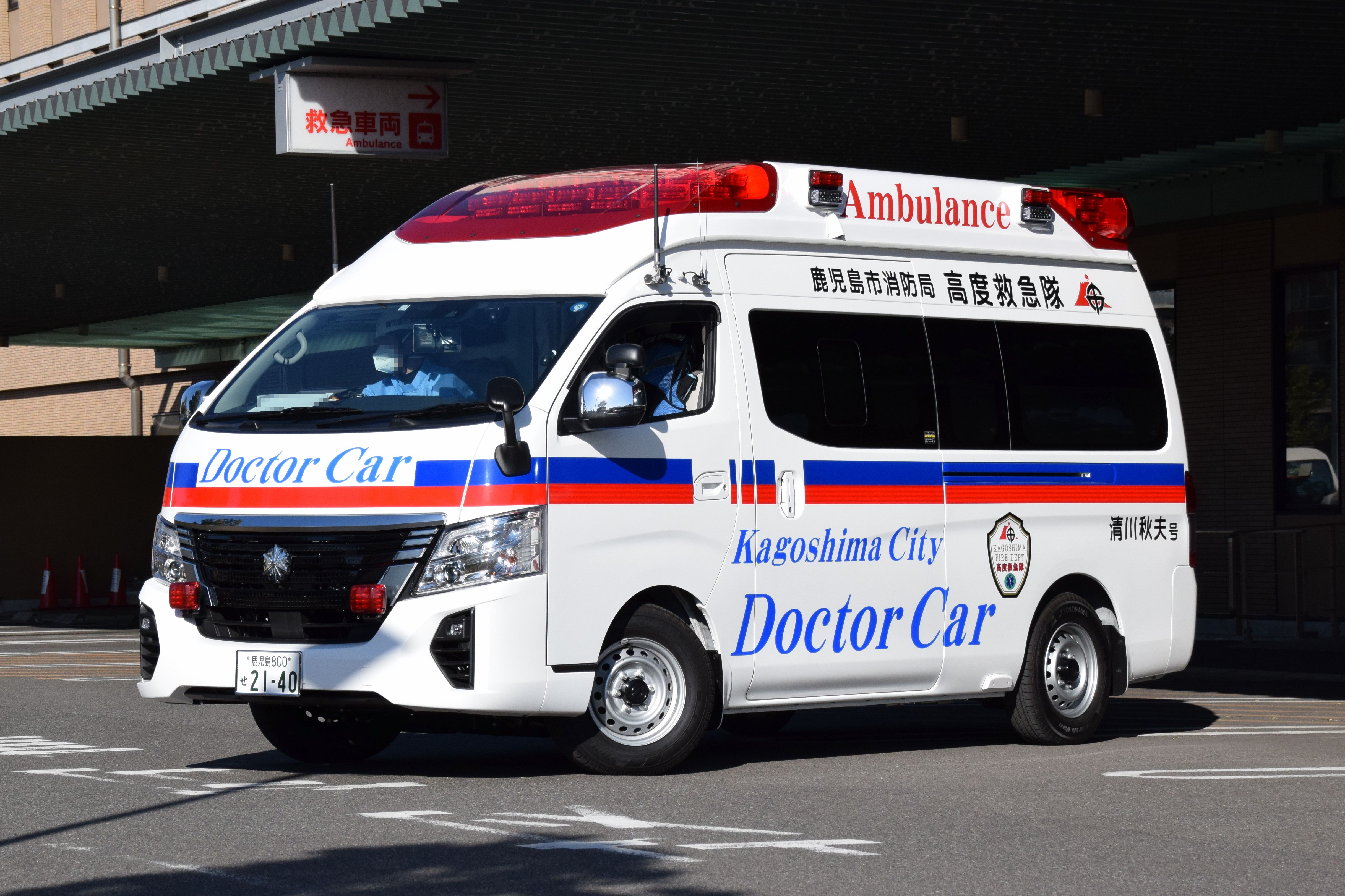
日産自動車製 パラメディック （鹿児島市消防局）
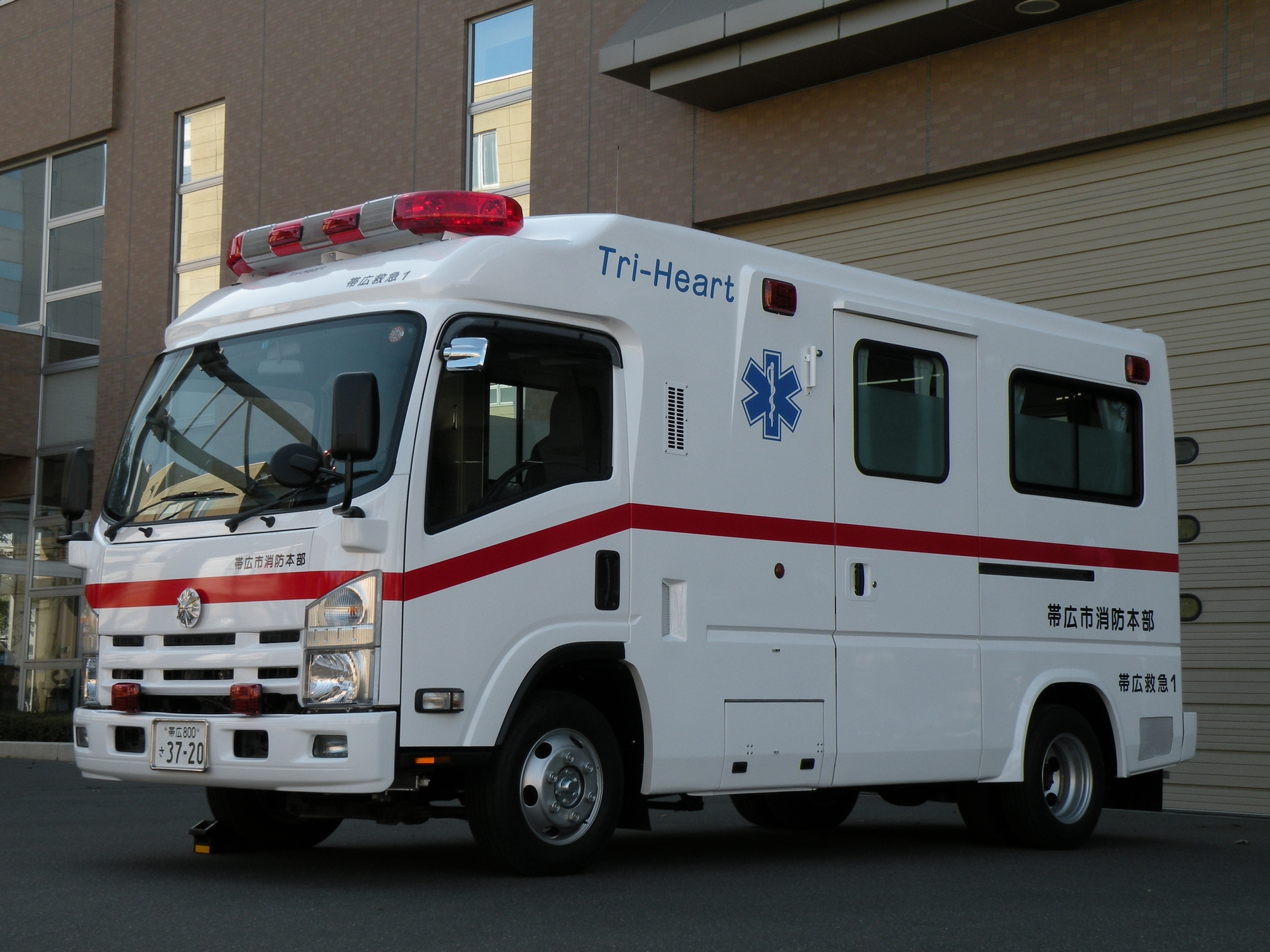
札幌ボデー工業製 トライハート （帯広市消防本部[注釈 36]）

#### 製造終了モデル
日産・パラメディックII（PARAMEDIC II、1994年 - 1998年）
E24型キャラバンベース。パラメディックのフルモデルチェンジを機に統合され製造・販売終了。
いすゞ・スーパーメディック（SUPERMEDIC、1994年 - 1998年）
エルフベース。
救急車で初めてエアサスペンションを設定し、傾斜した坂道にも対応した防振架台を装備していた。1998年（平成10年）に製造終了。以降は2代目パラメディックのOEMに切り替え、スーパーメディックIIとして販売。
2008年（平成20年）8月9日に横浜市金沢区の車両架装会社・シエナ・テクノ・クラフツが新型の開発を発表したが、発売前に倒産してしまったため詳細は不明。
いすゞ・スーパーメディックII（SUPERMEDIC II、1996年 - 2002年）
いすゞ・ファーゴ（E24型キャラバンベースのパラメディックII）ベースと2代目パラメディックベースがある。
日産パラメディックIIと2代目パラメディックがOEMで供給され販売されたが、横浜市、静岡市等全国に数十台のみの配備だった。2002年（平成14年）に製造・販売終了。
三菱ふそう・ディアメディック（DIAMEDIC、1997年 - 2002年）
三菱自動車工業（現・三菱ふそうトラック・バス）製。三菱ふそう・キャンターベース。
1997年（平成9年）7月7日に発売された。ボディサイズが小型で最小回転半径が4.9mというのが特徴である。前期・後期が存在。2002年（平成14年）ベースのキャンターがフルモデルチェンジするのを機に製造・販売終了。
テイセン・キャンターオプティマ（CANTER OPTIMA、1994年 - 1999年）
架装は帝国繊維（テイセン）。三菱ふそうキャンターがベース。
ワイドキャブと標準キャブの2ボディで構成され、前期・中期・後期の3種が存在。京都市や広島市など関西・西日本で導入されていた。ベースのキャンターがマイナーチェンジするのを機に製造・販売終了。
ケイセイ・アンビュランス（AMBULANCE、1991年）
架装は京成自動車工業。日野レンジャーベース。販売は日野自動車販売も行っていた。
千葉県の市川市消防局と北海道網走郡大空町東藻琴にある網走地区消防組合東藻琴分署に導入されていた。

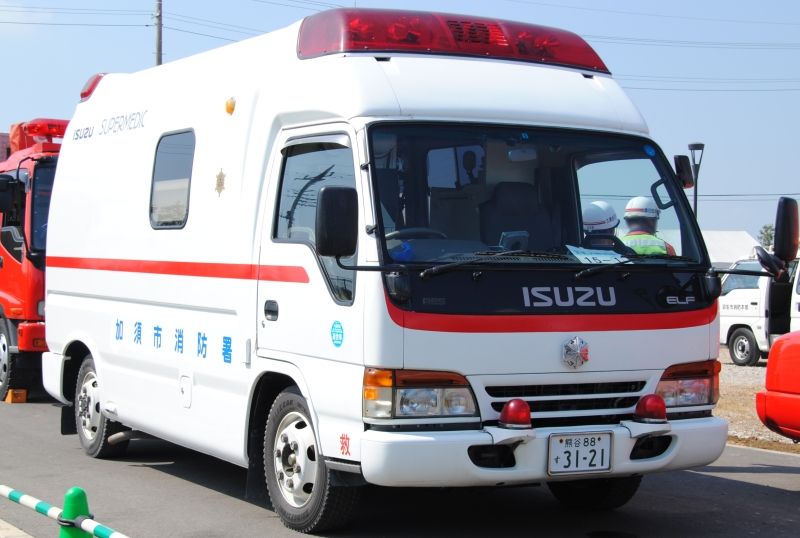
スーパーメディック2WD
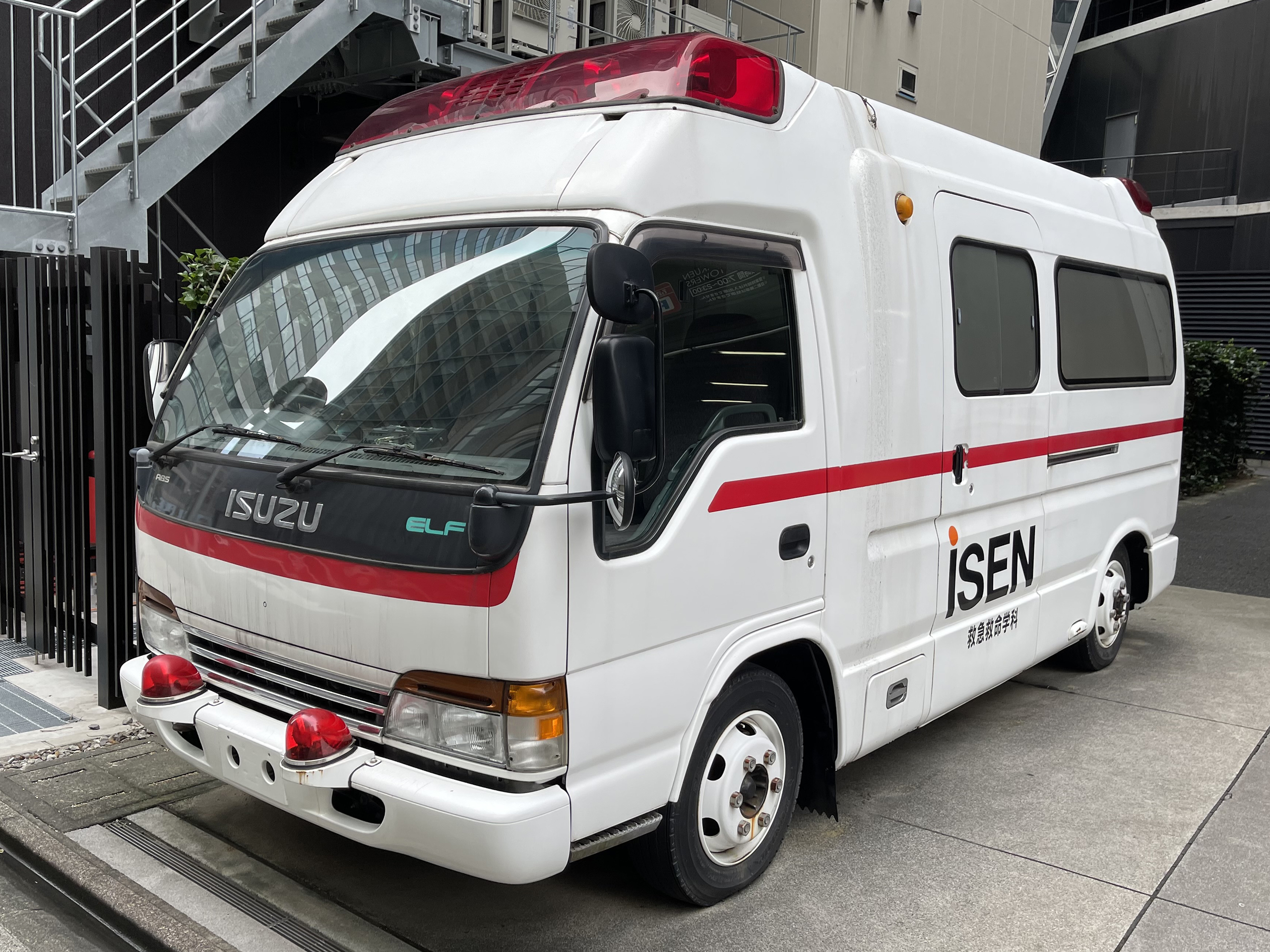
スーパーメディック2WD
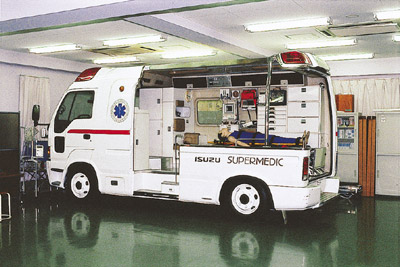
スーパーメディック4WDカットモデル
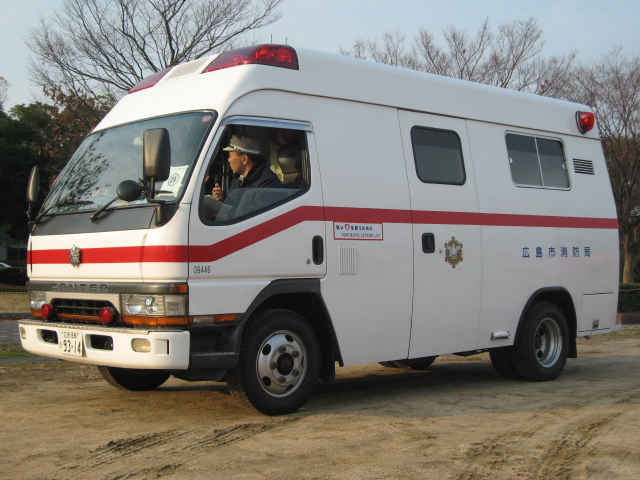
オプティマ後期型

### 外国産高規格救急自動車一覧

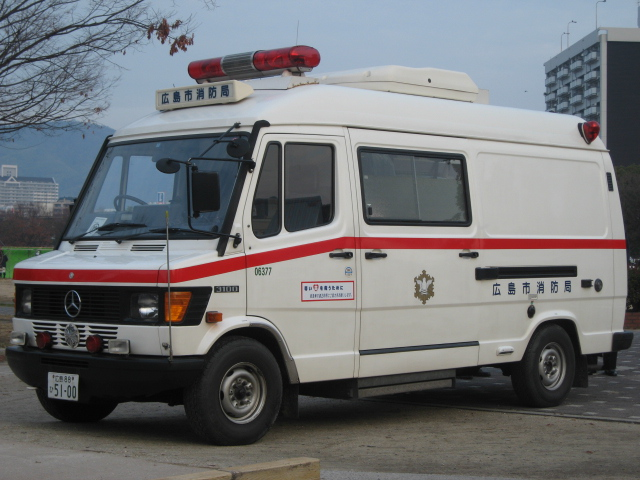
メルセデス・ベンツ310D型

救急救命士が車内で迅速に救命処置ができ、医療器具などを無理なく搭載できる「高規格救急車」を1991年（平成3年）に規格化することになったが、
当時、日本の自動車メーカー製高規格救急車は開発途中で未販売だった為、外国製をベースにした車両を政令指定都市に先行導入した
フォード・スーパーデューティー・F-250救急自動車
架装はジェイカブ・インダストリーズ。
高規格救急車が導入される以前、オーストラリア仕様が東京消防庁や川崎市消防局などに導入された記録がある。この車両はディーラーの近鉄モータースがオーストラリア仕様を輸入したため、右ハンドル仕様だった。
フォード・Eシリーズ・E-350高規格救急自動車
架装はウィールドコーチ（WHEELEDCOACH） 。
高規格救急車の導入に合わせ、東京消防庁、京都市消防局、名古屋市消防局など大都市圏に配備された。大都市以外は大垣地区消防組合がある。数台が民間の病院や患者搬送サービス業者等にも納入された。
メルセデス・ベンツ・307D型救急自動車
架装はクリスチャン・ミーセンまたはビンツ 。
1987年（昭和62年）頃に東京消防庁と横浜市消防局、名古屋市消防局に従来の2B型救急車として配備された。
自治省消防庁が、後に施行される救急救命士法の検討段階で、従来のキャブオーバー型救急車に代わる新しいタイプの救急車の検討・比較材料として輸入車ディーラーであるウエスタン自動車 を通じ東京消防庁に2台試験的に導入、運用させた。横浜市消防局にウエスタン自動車が寄贈した。
車両が大きく資器材の収容能力等が高かった為、車内で行う処置を拡大した場合のシミュレーションや、搬送時患者に与える振動を軽減する防振機能付架台などのテストを実施し新しいタイプの救急車の検討・比較材料として多くのデータを得ることができた。この事から後の国産高規格救急車規格の基礎とも言える車両だが、エンジン出力は不足していた後継車両の310D型（約100馬力）に比して約70馬力と小さく、動力性能が明らかに国産車より劣っていた為、実際は予備車的扱いであまり現場では運用されていなかった。
メルセデス・ベンツ・310D型高規格救急自動車
架装はクリスチャン・ミーセンまたはビンツ 。
救急救命士法施行に伴い全国に初めて配備された高規格救急車。メルセデス・ベンツ社製で、前述の307D型の後継車両である。
車両のサイズや車内の広さなどバランスがとれ、現在の国産高規格救急車の手本にもなった。また、ベンツの救急車として当時雑誌やテレビ等で紹介され話題になった。
この車両は1991年（平成3年）より導入され、1995年（平成7年）まで政令指定都市やその周辺都市の自治体に導入された。自治体以外にも病院のドクターカーとしても導入されていた。
当時メルセデス・ベンツの商用車両を販売していた三菱ふそう系列のSTBが、ドイツでミーセン社によって艤装されたモデルを輸入後、
同じく三菱自動車系列の三菱自動車テクノサービスで日本の仕様に追加艤装したものを「メルセデス･ベンツ救急車」として販売していた。
国内の310D救急車のほとんどはミーセン社の艤装によるものだが、帝国繊維もビンツ社で艤装された車両を輸入し、帝国繊維鹿沼工場で日本仕様に追加艤装し、「テイセン F-5型」として販売していた。

### 中型・大型トラックベースなど

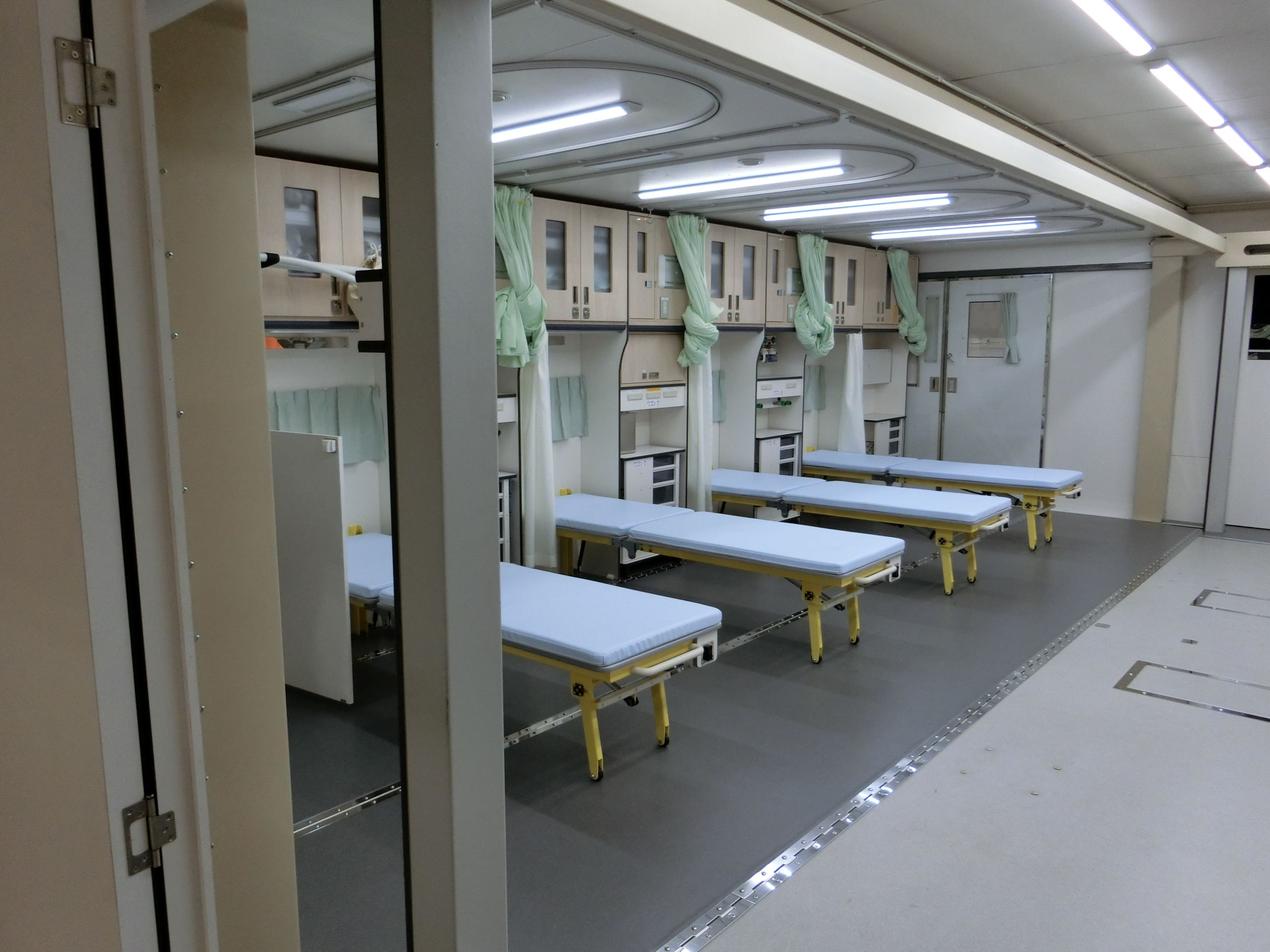
スーパーアンビュランス
拡幅時車内左側（4代目）

東京消防庁に配備されている「特殊救急車：スーパーアンビュランス」（京成自動車工業・ヨコハマモーターセールス製造）に代表される大型車のことである。
- このほかにも日本赤十字社岡山県支部　岡山赤十字病院は車体が拡張しない「多目的救急車　岡山25」（ベースは日野レンジャー　ベッド数1床）[43]を配備し、赤十字長野県支部　諏訪赤十字病院も車体が拡張しない「災害救護車」(ベッド数1床)を配備[44]、滋賀医科大学医学部附属病院もトラックをベースにしたDMAT車を配備している。また、赤十字熊本県支部　熊本赤十字病院は、片側が拡張するタイプ（ベースはいすゞ・ギガ）で、4床の手術室と同等の機能を有した「特殊医療救護車：ディザスターレスキュー」を配備している。傷病者を病院に搬送する救急車としてではなく、被災地や災害現場に赤十字病院の救護班が直接出動し、速やかに救命処置や緊急手術などの災害医療が可能な、移動手術車として使用される。

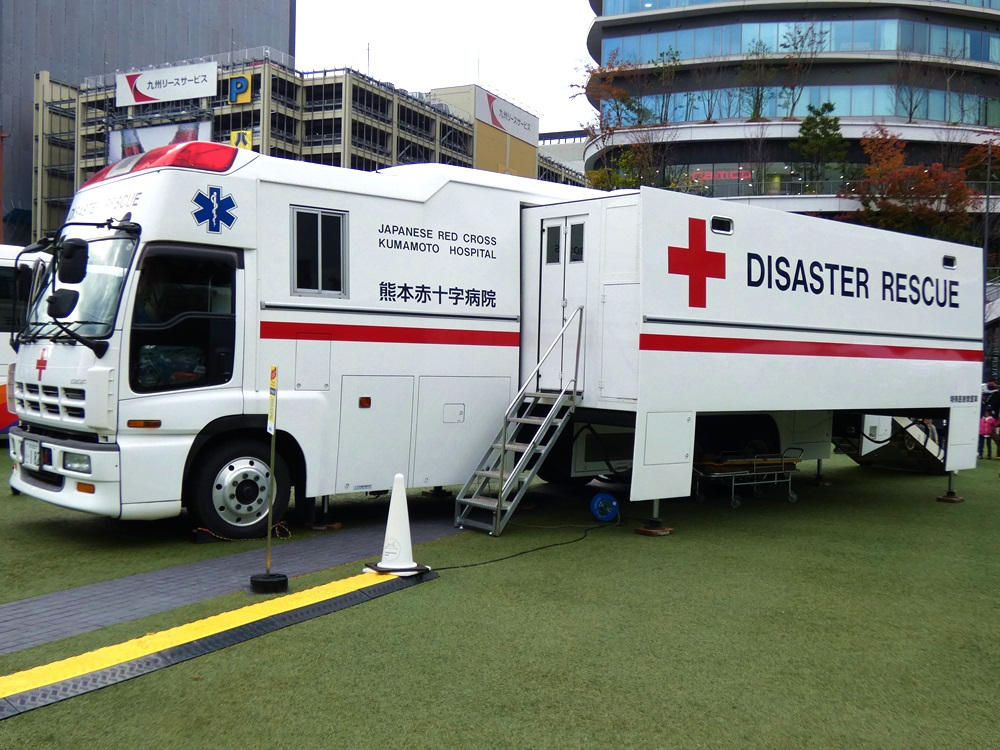
特殊医療救護車 「ディザスターレスキュー」

- 熊本赤十字病院の特殊医療救護車は、医師・看護師・薬剤師・診療放射線技師・業務調整員などで編成された赤十字救護班が同乗し、被災地や災害現場などに直接出動することで早期に災害医療を開始し、重篤な傷病者の救命率を上げる為に建造された車両である。

停車時には車体の左側が拡張し、車幅4.3m、床面積25m2、4床の緊急手術が可能な救命処置室となる。車両後部のハッチから油圧式スロープを展開し、ストレッチャーに載せたままで傷病者を搬入できる。車体の発電機による電源の他、外部商用電源に接続しての運用も可能。
車内には4基の手術台や無影灯、心電図モニター、ポータブルX線装置、携帯式エコー検査装置、迅速血液検査装置、人工呼吸器、笑気ガス・酸素ボンベ一式、アコマ麻酔器、開胸器、吸引器、患者加温システム（ウォームタッチ）、除細動器、IABP駆動装置、輸液ポンプ、シリンジポンプ、救急カート、防毒マスク、換気設備、手術用のシンク（流し台）と、床下に各150Lの上下水タンクなどを備え、通信設備として日赤無線、アマチュア無線、衛星通信を使用した遠隔医療システム、被災地での長期間の活動に備えて運転席の後部には個室トイレ（燃焼トイレ）も設置されており、更に情報収集・巡回診療用のモトクロスバイクなどを積んでいる。
- 2015年度に京都市消防局がそれまで運用していたトライハート（ベースは三菱ふそう・キャンター4WD）の大型救急車を更新する形でいすゞギガベースの東京消防庁のスーパーアンビュランスと同型の車両「高度救急救護車：ハイパーアンビュランス」を導入し2015年6月より運用を開始した[49]。

## 東京消防庁の特殊救急自動車

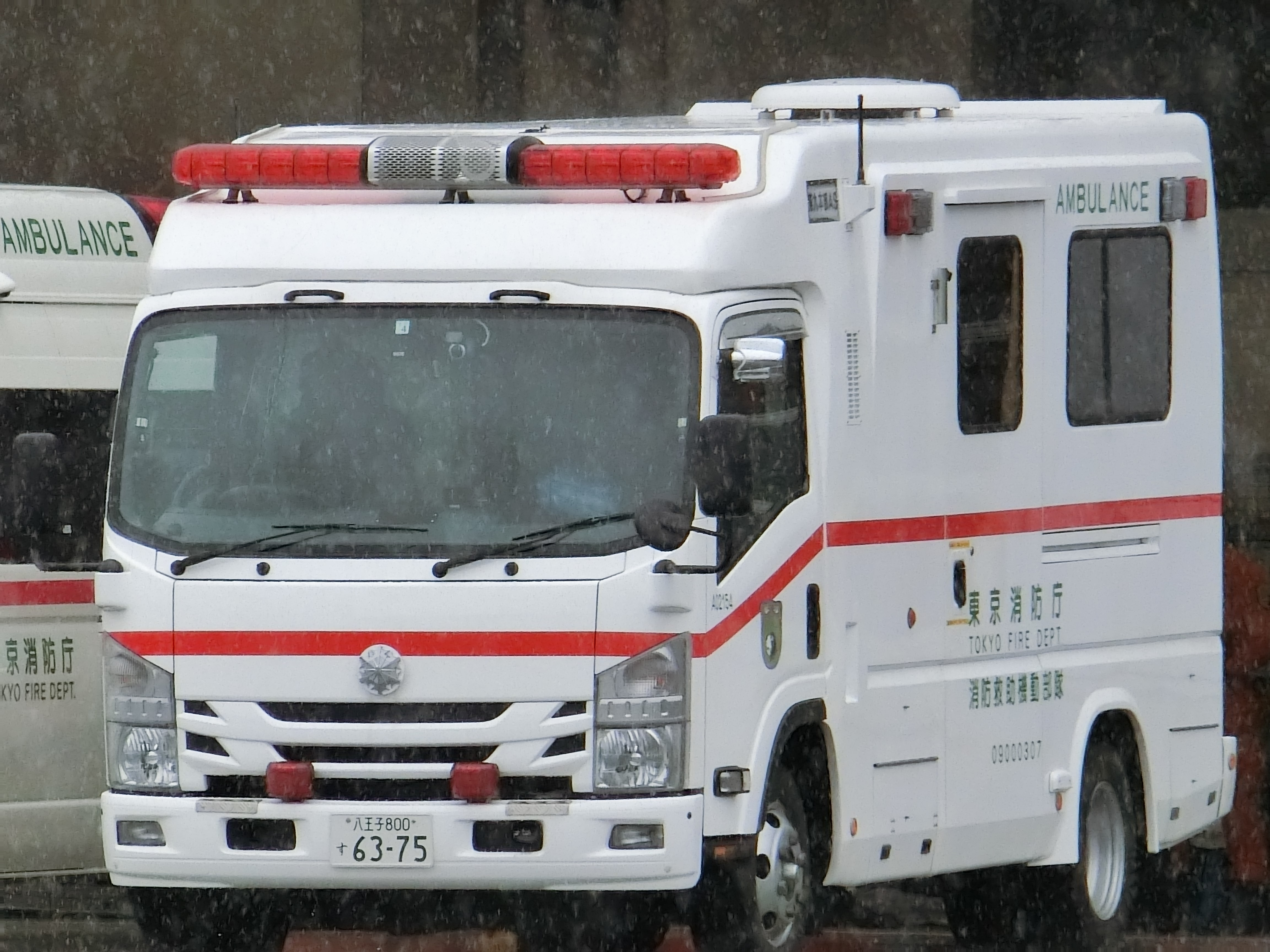
特殊救急車Ⅲ型
（東京消防庁）

2代目の特殊救急車
（矢口消防署）

| スーパーアンビュランス（2代目）（引退済み）  |  | 拡幅時 |
| スーパーアンビュランス （2代目）（引退済み） |  | 拡幅時 |

| スーパーアンビュランス（3代目）（引退済み）  |  | 拡幅時 |
| スーパーアンビュランス （3代目）（引退済み） |  | 拡幅時 |

| スーパーアンビュランス（4代目）  |  | 拡幅時 |
| スーパーアンビュランス （4代目） |  | 拡幅時 |

特殊救急車（スーパーアンビュランス）
ボディを左右に拡幅することで左右各4床、計8床のベッドを有する救護所として大規模災害や多数傷病者が発生した時に活躍する車両。
通常状態でも救急車として患者搬送 することができる。その為、サイレンアンプも通常の救急車と同じピーポーサイレンを装備している。かつては2台所有していたが、2021年に1台引退したことで、現在は残る1台のみが現存。
1台目（引退済み）
1994年（平成6年）10月、三菱ふそう・ザ・グレートをベースにしたモデルが丸の内消防署に配備される。
1996年（平成8年）12月、東京消防庁第二消防方面本部消防救助機動部隊（通称ハイパーレスキュー）（大田区）発足のため、同隊に配置転換となる。
2004年（平成16年）、第二消防方面本部消防救助機動部隊のスーパーアンビュランス更新に伴い、東京消防庁第八消防方面本部消防救助機動部隊（立川市）に配置転換となる。
2006年（平成18年）引退。この間、地下鉄サリン事件、営団日比谷線脱線衝突事故、歌舞伎町ビル火災等に出動した。
2台目（引退済み）
2004年（平成16年）、1台目の更新車両で三菱ふそう・スーパーグレートをベースにしたモデルが第二消防方面本部消防救助機動部隊に配備される。
1台目に比べ、患者室のドアやドアステップの構造が改善されている。
秋葉原通り魔事件等に出動した他にTBS系ドラマ『オルトロスの犬』や『Dr.DMAT〜瓦礫の下のヒポクラテス〜』の劇中にも登場した。
2007年より始まった東京マラソンでは毎年、ゴール地点の東京駅前（2016年までは東京ビッグサイト）で待機していた。
2018年（平成30年）引退。
3台目（引退済み）
2006年（平成18年）、1台目の更新車両でいすゞギガをベースにしたモデルが第八消防方面本部消防救助機動部隊に配備される。
2021年（令和3年）引退。この間、渋谷温泉施設爆発事故、多摩テクノロジービルディング建設現場火災等に出動した。この引退を最期に第八消防方面本部消防救助機動部隊への車両配置が無くなった。
4台目
2018年（平成30年）、2台目の更新車両でいすゞ・ギガをベースにしたモデルが第二消防方面本部消防救助機動部隊に配備される。東京国際消防防災展2018、東京消防庁展示エリアにて一般公開。
製造メーカーが京成自動車工業からヨコハマモーターセールスになり、キャブ上部の赤色灯が消防車で近年トレンドのルーフ内蔵型の赤色灯になった。
小田急線刺傷事件、京王線刺傷事件、TOKYOアイドル博集団熱中症事故、羽田空港地上衝突事故、東京都立六郷工科高等学校激辛ポテトチップス集団卒倒事件等、東葛西爆発事故に出動した他にTBS系ドラマ『TOKYO MER〜走る緊急救命室〜』の劇中にも登場した。
特殊救急車（感染症等対応 大型救急車）
日産シビリアンベースの大型救急自動車に一類・二類感染症患者や、体格が大きい外国人・力士等の重体重傷病者に対応できる電動油圧昇降式ストレッチャーと電動油圧昇降式ストレッチャーを収納するためのパワーゲートを装備している。
運転席は隔壁と気密性ドアにより患者室から完全に遮断する事が可能で、感染症患者搬送時は感染症患者用カプセル型ストレッチャー『アイソレーター』を使用し搬送する。
特殊救急車III型（感染症等対応 高規格救急車）
札幌ボデー・トライハートをベースに体格が大きい外国人傷病者等や一類・二類感染症患者に対応する高規格救急車で2016年に2台導入された。
2021年に2台増強され現在は計4台配備されている。
通常時は高規格救急車として運用されており、体格が大きい外国人傷病者や感染症患者等、普通の高規格救急車では対応出来ない事案が発生した時に特殊救急車III型として運用されている。
そのため、この救急車を見かけたからといって必ずしも体格が大きい外国人傷病者や感染症患者を搬送しているわけではなく、急病の人や怪我人も搬送している。
体格の大きい外国人に対応するため、通常の180kgまで対応のストレッチャーではなく強化型の230kgまで対応のストレッチャーを搭載しており、ほかにも小型の指揮台などを搭載している。
運転席は隔壁と気密性ドアにより患者室から完全に遮断する事が可能。III型はカプセル型ストレッチャー『アイソレーター』を事前に準備・使用しなくても
車内患者室全体を陰圧（アイソレーター内部と同じ）状態にする事で、病原体が車外に漏れ出ることなく病院まで安全に搬送することが可能となっている。
スーパーアンビュランス以前の特殊救急車
矢口消防署は、かつて矢口特殊救急隊が配置され、スーパーアンビュランスの前身である特殊救急車が配備されていた。
この車両は現場救護所として活躍する車両で、酸素吸入器を備え救急資機材等を運ぶ車両でもあった。
1974年（昭和49年）初代型となるいすゞライトバスBY31型をベースにしたモデルが大田区矢口消防署に配備される。
1989年（平成元年）初代引退。この間にホテルニュージャパン火災等に出動した。2代目となるいすゞ・ジャーニーQベースにしたモデルが配備される。
1996年（平成8年）12月、東京消防庁第八消防方面本部消防救助機動部隊（立川市）発足のため、同隊に配転となる。
2004年（平成16年）2代目引退。この間に地下鉄サリン事件等に出場した。

## 自衛隊の救急自動車

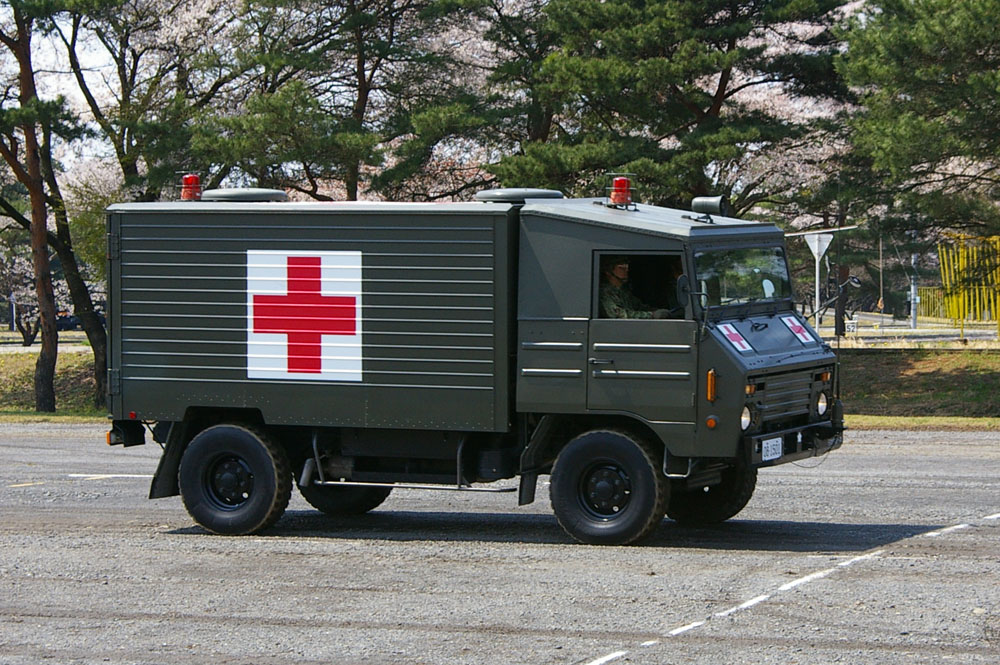
1トン半救急車
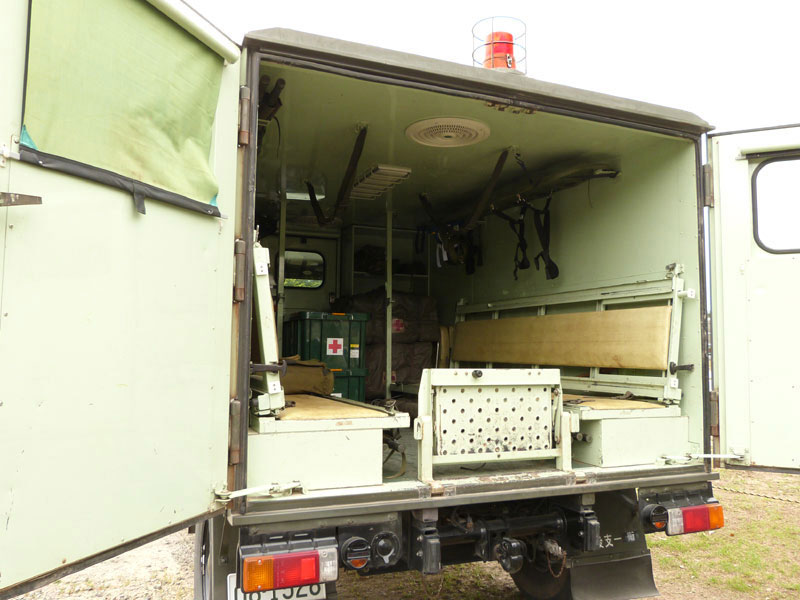
1トン半救急車の内部
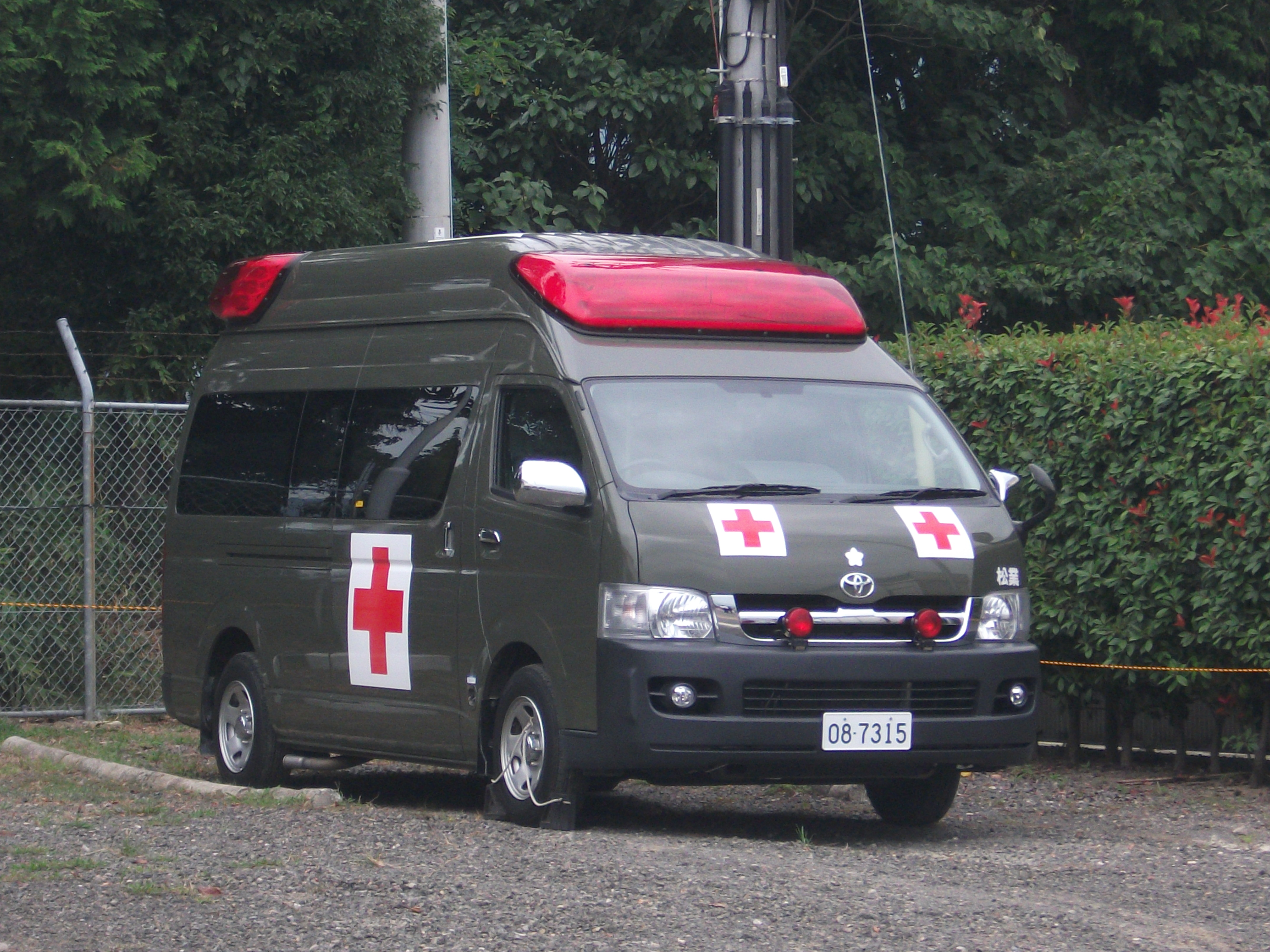
陸上自衛隊 2B型トヨタ救急車 （OD色）
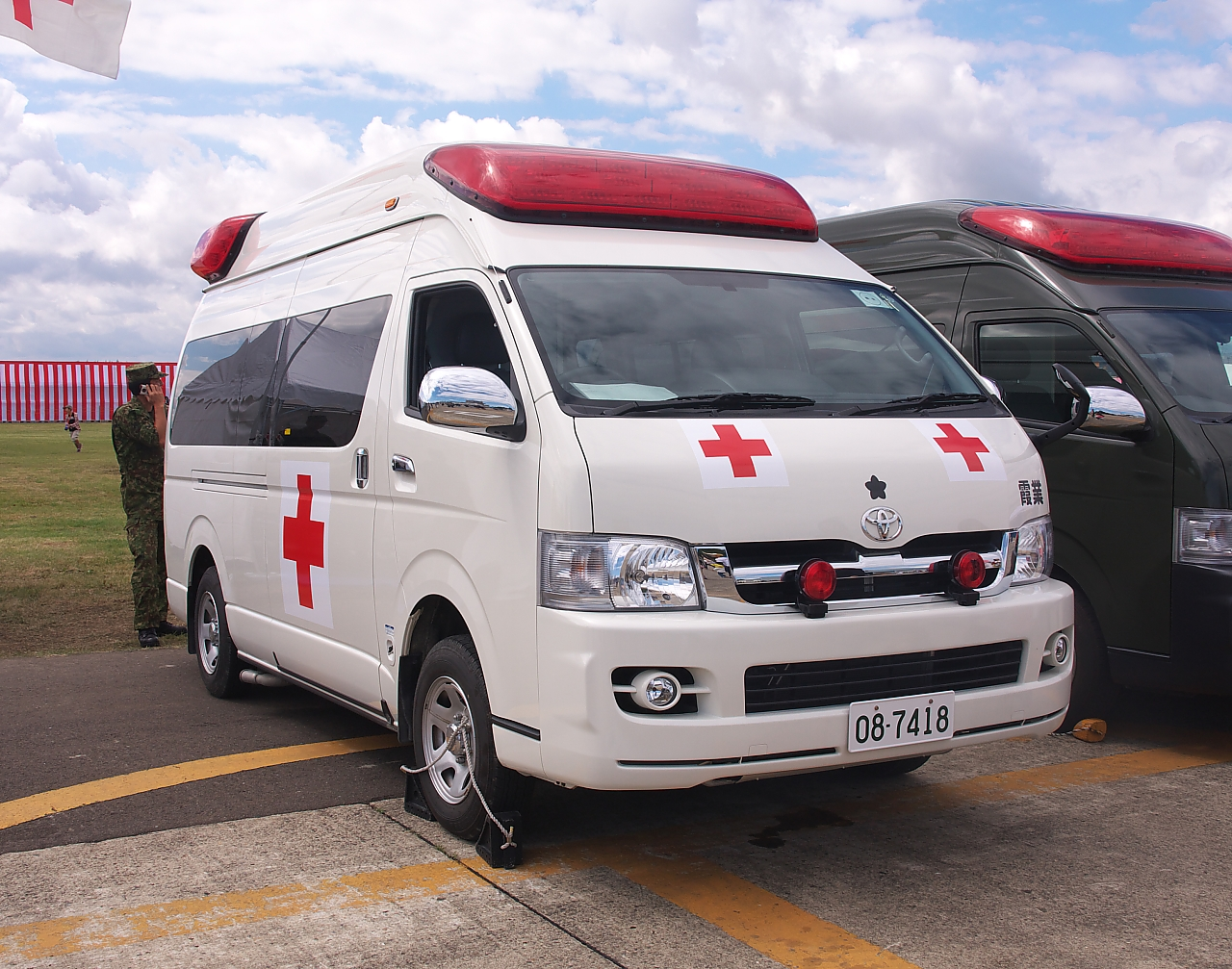
陸上自衛隊 2B型トヨタ救急車 （白色）
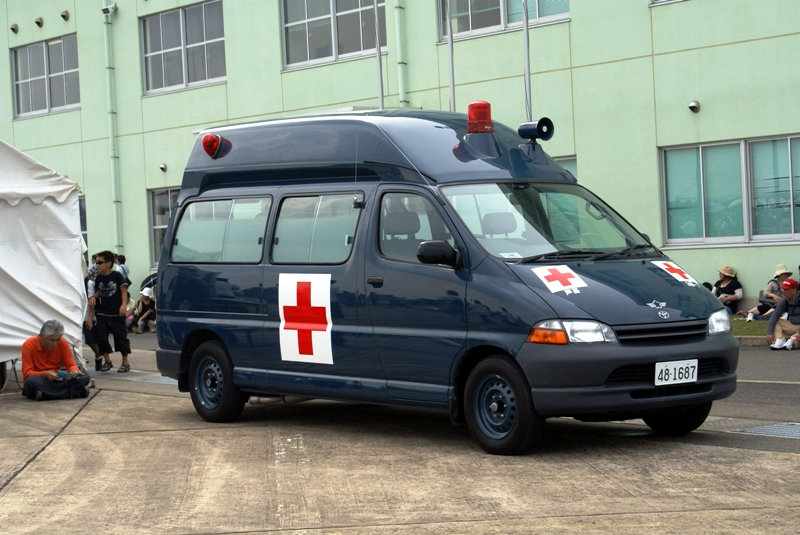
航空自衛隊 2B型トヨタ救急車 （紺色）
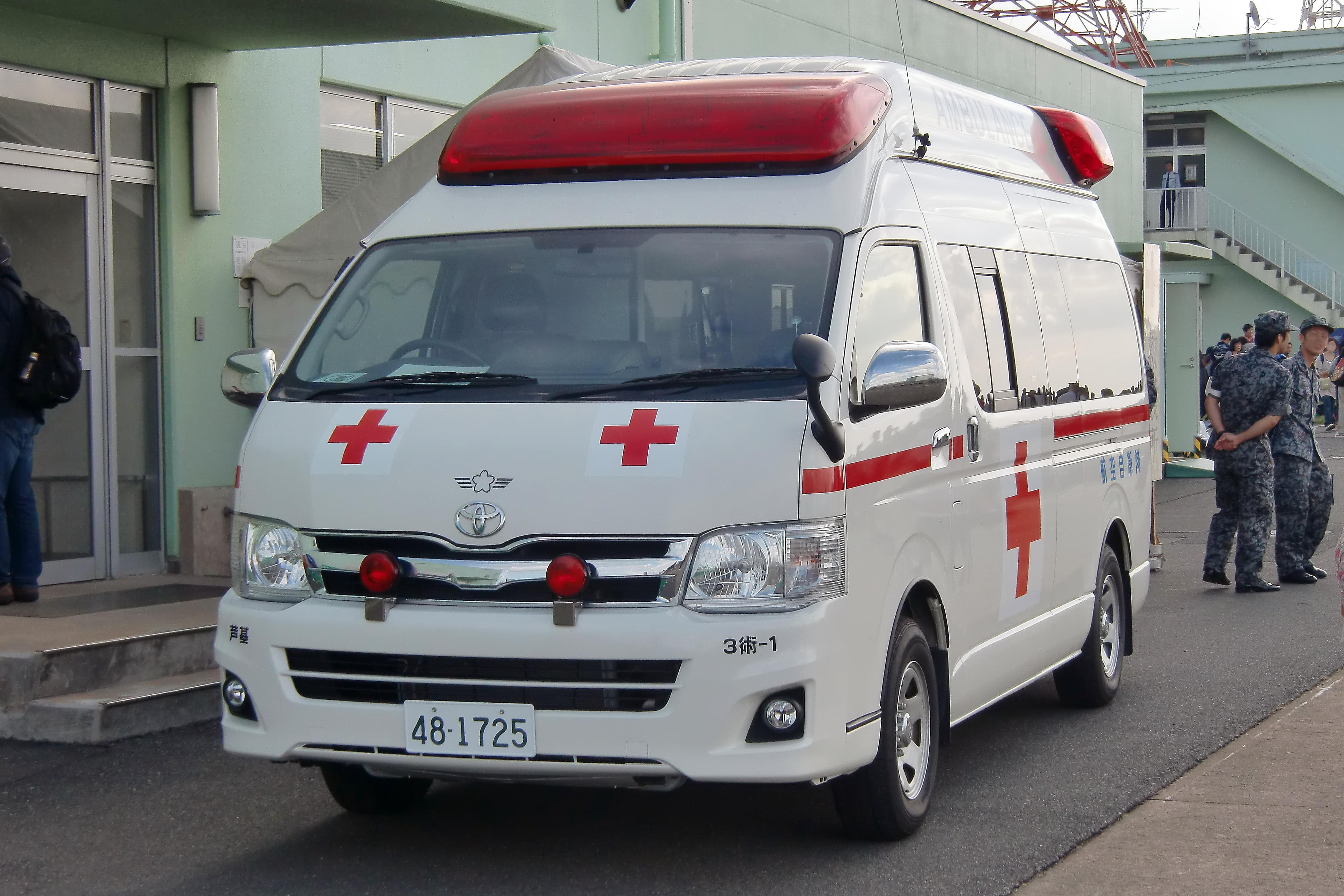
航空自衛隊 トヨタ ハイメディック （白色）
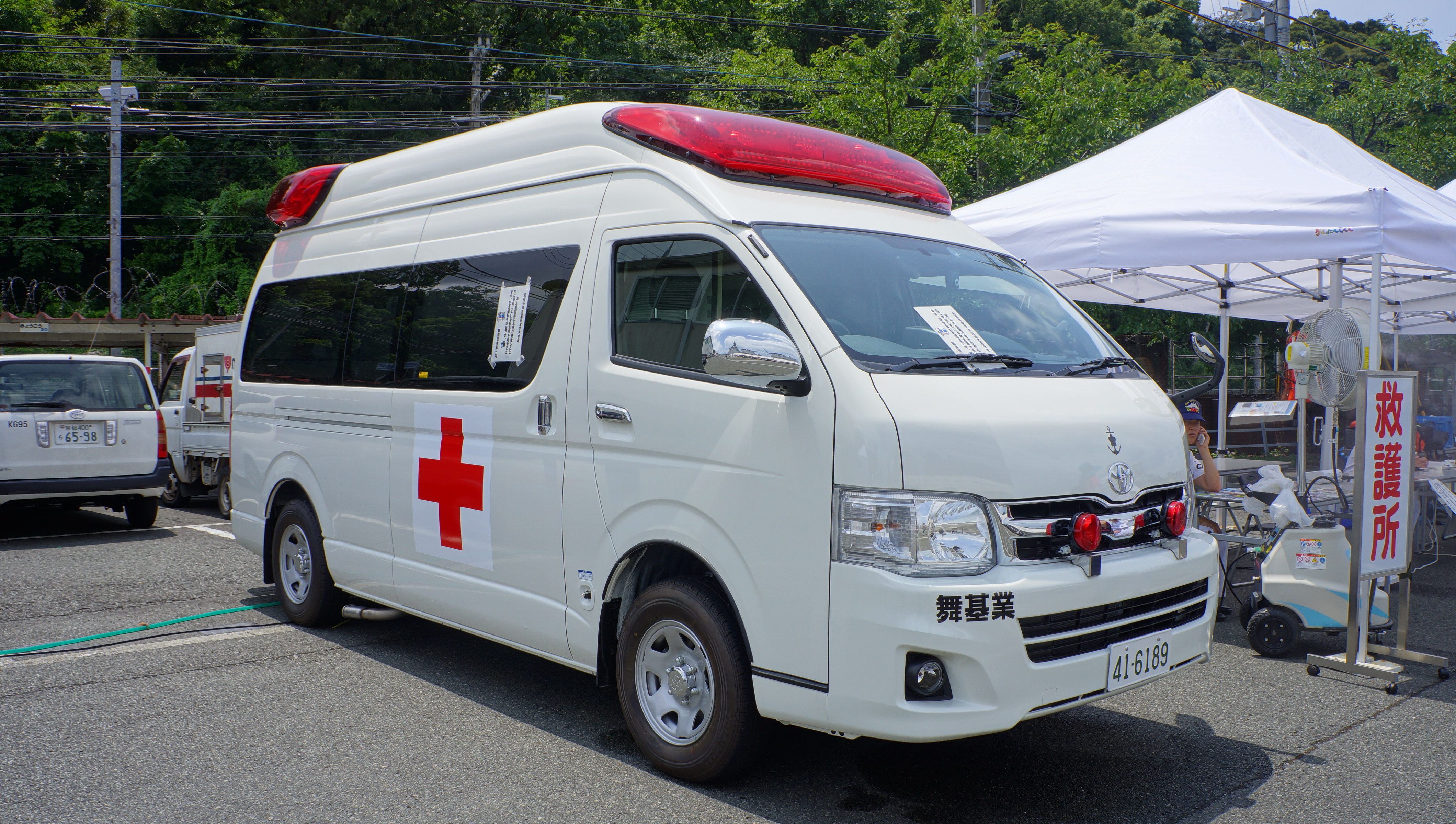
海上自衛隊 トヨタ ハイメディック （白色）

自衛隊の車両はおおむね陸上自衛隊と海上自衛隊がOD色、航空自衛隊は紺色だが、現在は3自衛隊において白色の車両も導入されている。
災害派遣で出動するのは 1トン半救急車と呼ばれる緊急車両で、一般車と比べて悪路走破能力などの高機動性に優れており、多くの（ベンチ席の場合は8名、担架搬送患者の場合は4名）の傷病者を一度に救急搬送できる。
陸自 衛生科では、手術車・手術準備車・滅菌車・衛生補給車の4台で構成される野外手術システムを各部隊に配備している。

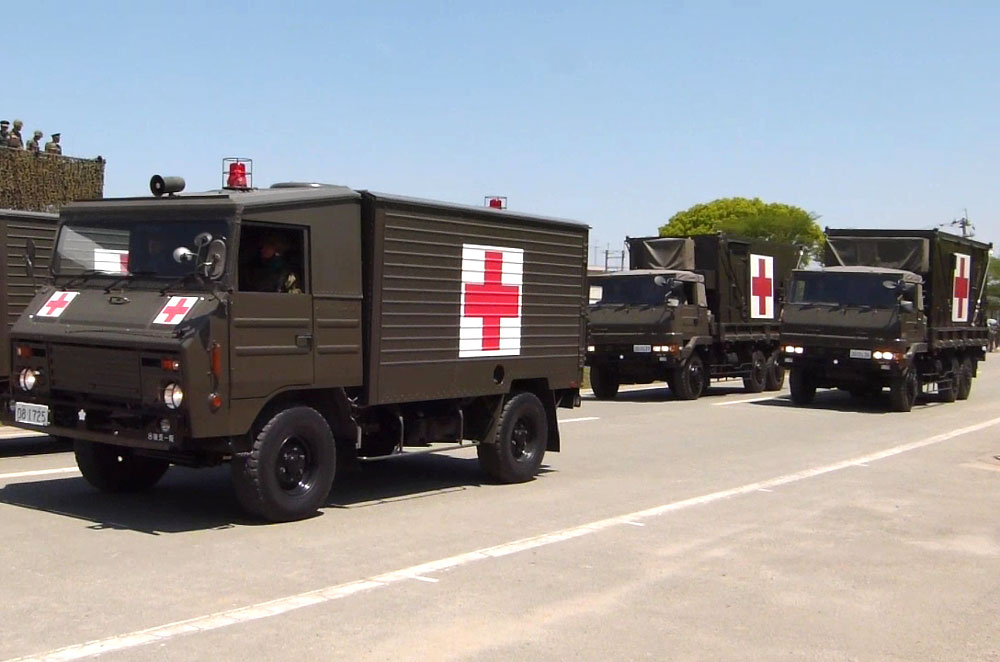
1トン半救急車（手前）と 野外手術システム車（奥の2台）
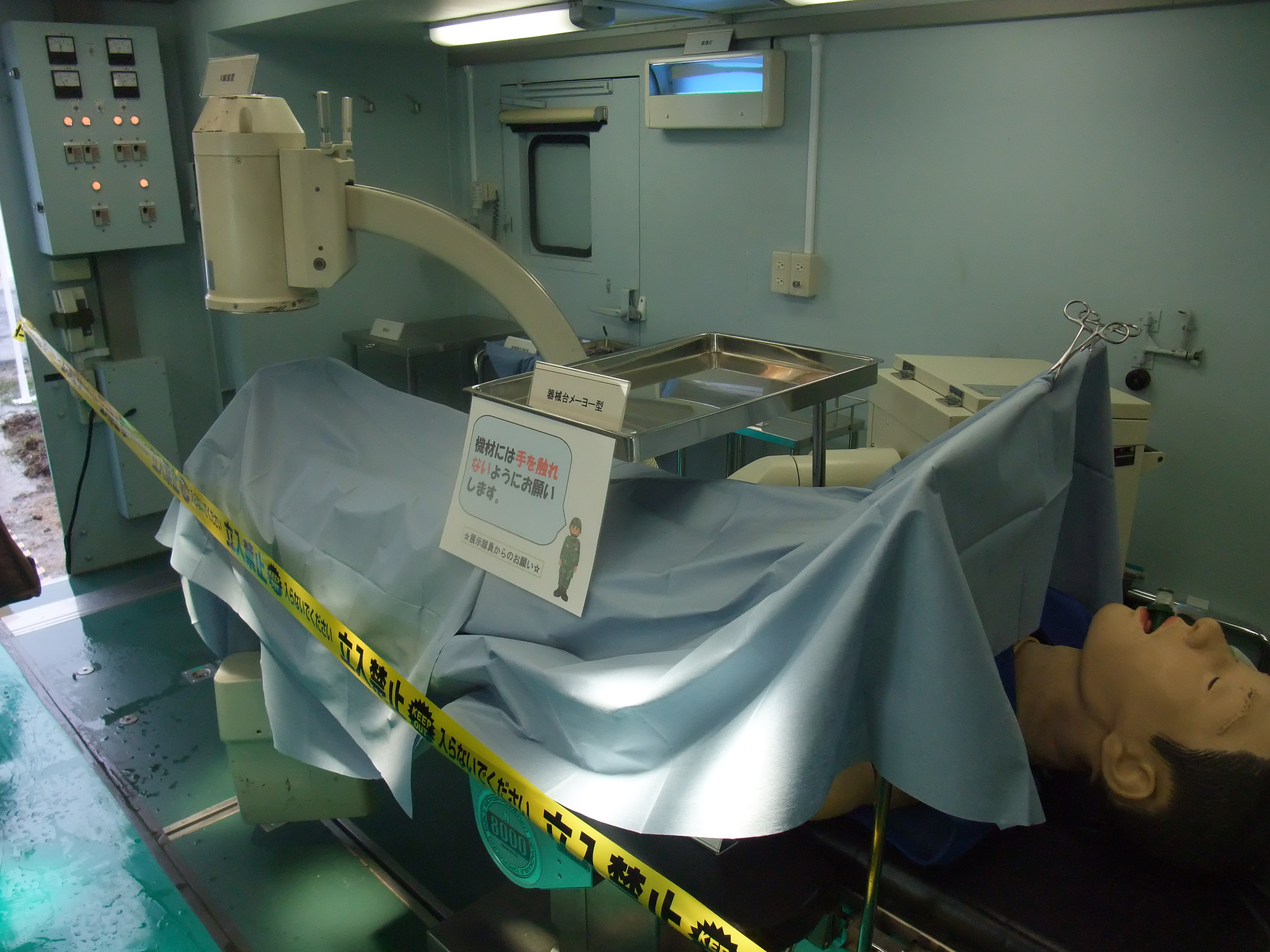
野外手術システム車の内部 手術台 とX線（レントゲン）透視装置

また海自・空自は海難・航空機事故に備えて、高規格救急車の配備を進めている。
　

## 医療機関の救急自動車（病院救急車）

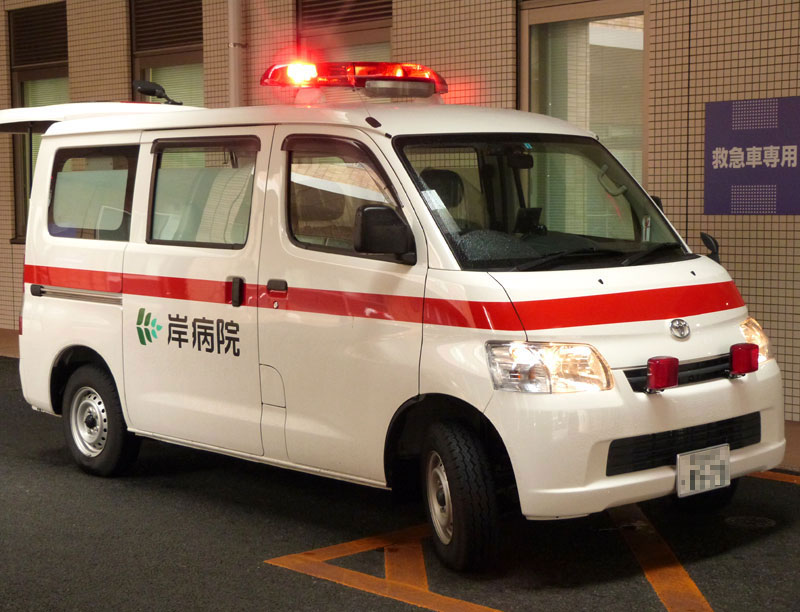
医療機関の救急車

医療機関が所有する救急車は、患者容体の急変や専門外の治療など他施設へ転院搬送を要する患者の救急搬送に主に使用される車両である。「病院救急車」は俗称で、法令上の正式名称は消防と同じく「救急自動車」である。
- 管轄省庁は 厚生労働省である。このため、医療機関の救急車は総務省消防庁発出の「救急業務実施基準（昭和39年3月3日自消甲教発第6号）」による通達の規制を受けない。
- ドクターカーも、医療機関の救急車の一種である （詳細はドクターカーの項を参照）。
- 搬送される患者と共に、医療機関の看護師や、付き添いの家族が同乗し、容体によっては主治医も同乗する。産婦人科を有する医療機関が母体搬送する場合、医師とともに助産師が同乗することもある。[55]
- 救急科だけでなく他の診療科の使用も考慮して、汎用性の高い2B型救急車を所有する医療機関が多い。医療機関によっては、ステーションワゴンやミニバン、軽ワゴン車などを改造して救急車にしているところもある。
- 出動件数や走行距離が少ないため車体の損耗が少なく、そのため消防の救急車と比べて車両更新期間が長くなる傾向にあり、旧年式の車両も少なくない[56]。
- 通常時（待機時）の装備は、ストレッチャー、酸素ボンベ一式、点滴フック、救急蘇生セット一式、程度と比較的簡素である。高齢者が多い医療機関では、吸引器や車イスを積載するリフトの装備もみられる。[57]
- 各診療科ごとに必要とする医療機器が異なるため、生体情報モニタや人工呼吸器、精密輸液ポンプ、超音波エコー、など通常時は車内に未搭載の機器が必要な場合は、診療科の外来や病棟の機器を一時的に搭載するなど、拡張性の高い運用が行われている。
- 医療法が定める病院だけに限らず、診療所、有床診療所、医院・クリニック、被災地の仮設診療所なども所有できる。公安委員会の緊急車両指定に施設あたりの台数制限はなく、複数の救急車を運用する施設もある[58]。
- 救急車を所有しない医療機関などで転院搬送を要する場合は、地元消防の救急車に出動を依頼する。消防本部によっては、送り手側の医療機関に対し主治医の署名・押印が入った 「転院搬送依頼書」など所定の書類提出を要求するところもある[59]。 転院搬送時に、患者と共に紹介状や各種検査データ、看護サマリーなど一式の「診療情報提供書」が、送り側から受入れ側へ引き継がれる。

医療機関の救急車に搭載されている主な医療用資器材

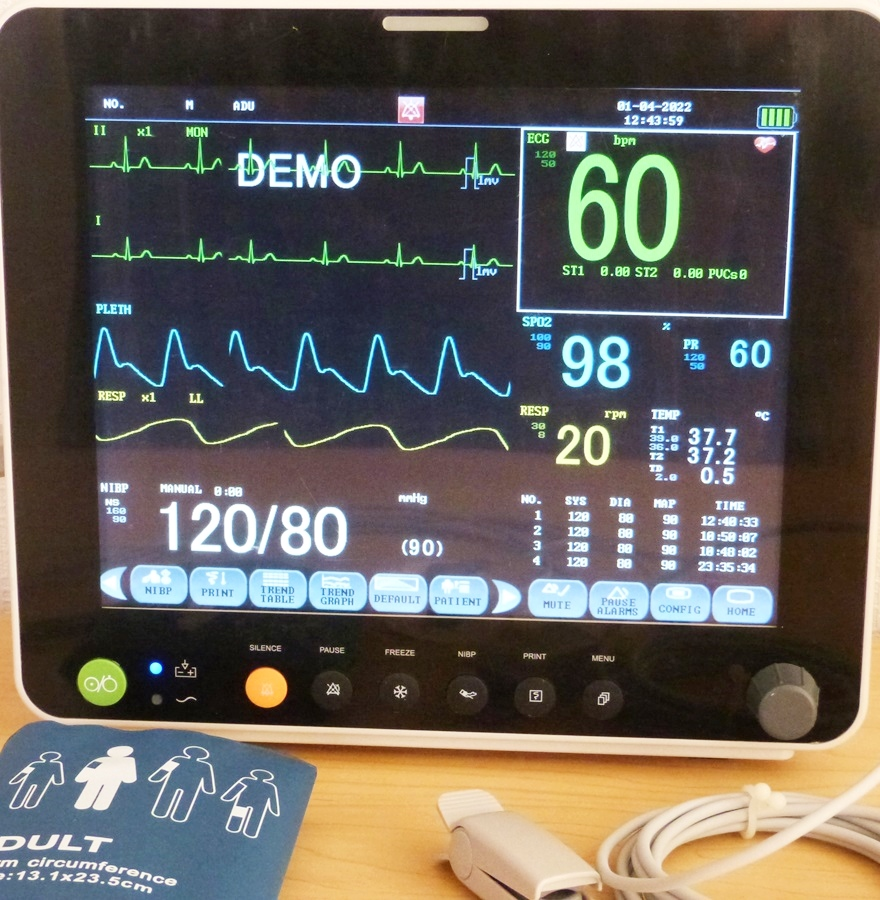
医療機関の患者モニタ 画面

- 医療機関や各診療科によって、車内で使用する医療機器や薬剤、搬送される患者の症状や程度は大きく異なるため、搭載する器材などは消防と異なり画一化や規格化がされていない。通常時（待機時）、車内はストレッチャーや酸素ボンベ一式、救急蘇生セットなど、最低限の医療機器のみを搭載し、実際の搬送時は、患者の容態に応じて外来や病棟で使用している医療機器を一時的に搭載するといった、弾力的な運用を行っている。
- 大学病院や一部の病院の救急車には、超音波エコー装置や精密輸液ポンプ、気管切開、体腔穿刺（胸腔・心嚢・腹腔穿刺やドレナージなどを含む）用の器材一式、骨内注射用機器一式、など車内での簡易な救急処置・外科手術セットを搭載しているものも見られる[60]。災害時には、DMAT隊として災害医療に出動する車両もある。

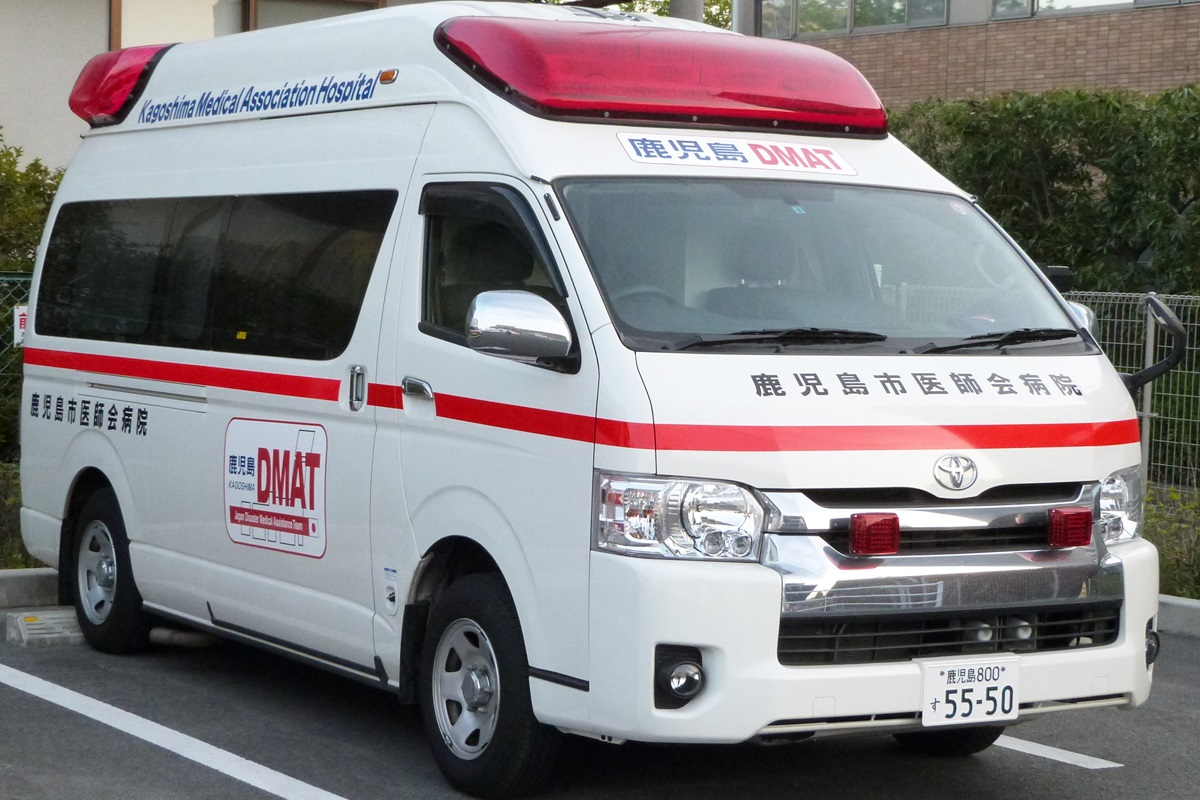
DMATで災害出動した、医療機関の救急車

- 産婦人科やNICU（新生児集中治療室）、GCU（回復治療室）などを有する医療機関の救急車は、車内に未熟児用の保育器や補助人工心肺などの医療機器が搭載されているものもある[61]。
- 消防の救急車と異なり、赤色灯やサイレンを消して走行すれば一般車両の患者搬送車としての運用が可能であるため、転院搬送のために車イスを車内に搭載しているものもある。

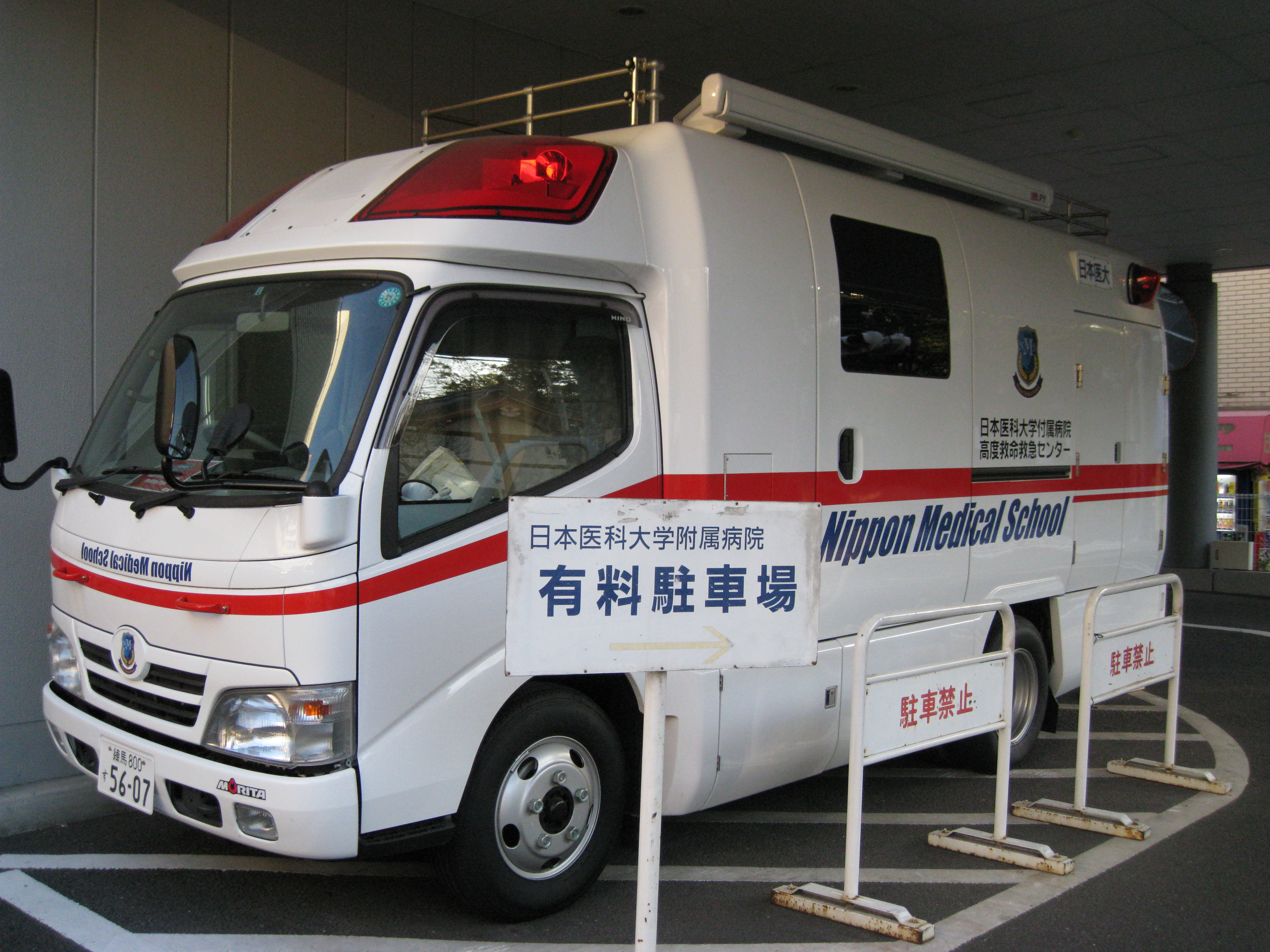
高機能型救急車
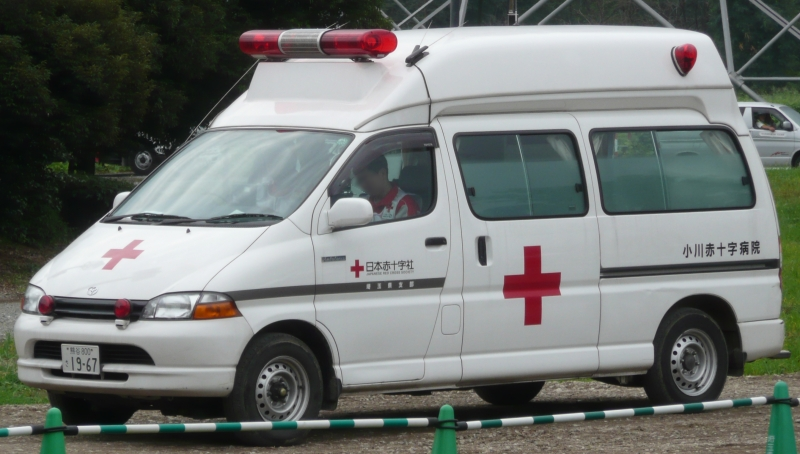
2B型救急車

- 一部の地方自治体病院では、同じ自治体の消防本部などで更新により不要になった旧型の高規格救急車を廃車にせず整備し転属させ、自治体病院の2B型救急車として再利用するケースがある[62]。
- 「送り搬送」や「迎え搬送」[63]、「三角搬送」[64]、「下り（くだり）搬送」などは、医療機関の救急車に特徴的な搬送方式である。緊急を要しない転院搬送の場合は、基本的に赤色灯やサイレンが装備されていない「患者搬送車」での搬送となるが、下り搬送などの場合は、医療機関の救急車がサイレンを消して患者を搬送することもある。
- 医療機関の一般的な救急車の場合、利用する者は基本的に当院に入院中の患者か外来受診中の患者に限られる。従って、救急車に乗せる前の段階で医師による診察、検査、応急処置を院内である程度行うことが出来るため、搬送に耐えられる程度まで患者の状態が安定しているケースを主として想定している。生命に危険が生じているなどの重篤患者の場合は、消防の高規格救急車を呼ぶか、ドクターカーを所有している三次医療機関に搬送（迎え搬送）を依頼する場合もある。[65]
- 医療機関の救急車は、施設の職員が運転[注釈 39] を務めて医師や看護師は携わらないが、医師一人で待機するドクターカーで医師が運転する事例もある[66]。救急車の運転に「普通運転免許」以外の資格は不要である。
- 大規模災害時、武力攻撃事態、テロ発生などの有事に医療機関の救急車が搬送に協力する場合があるが、武力攻撃事態等における国民の保護のための措置に関する法律や災害対策基本法に基づきあらかじめ指定された一部の指定医療機関、災害拠点病院の救急車が大半である。
- 車内に消火器を積載しているが、これは救急車内で高濃度の医療用酸素ガスを取り扱うためである。

## 空港の救急自動車（感染症患者専用緊急搬送車）
空港の救急車は、海外から我が国に入ってくる感染]（伝染病）患者からの病原体拡散や2次感染の拡大を防止するため、患者を収容・搬送することを第一の目的としている。
- 危険性の高い感染症患者や疑い例は、空港検疫所などから事前に感染症の予防及び感染症の患者に対する医療に関する法律（感染症法）が定める厚労大臣指定の「特定感染症指定医療機関」、都道府県知事指定の「第1種または第2種感染症指定医療機関」、のいずれかの指定医療機関に受け入れ要請を行った後、緊急搬送される。
- 成田国際空港の場合、厚生労働省成田空港検疫所が担当する、感染症患者専用の救急車は、空港地下駐車場に停めてある。　検疫所内では空港併設の消防の救急車と混同を防ぐため、空港の救急車を「感染症患者専用 緊急搬送車」と呼び分けている。

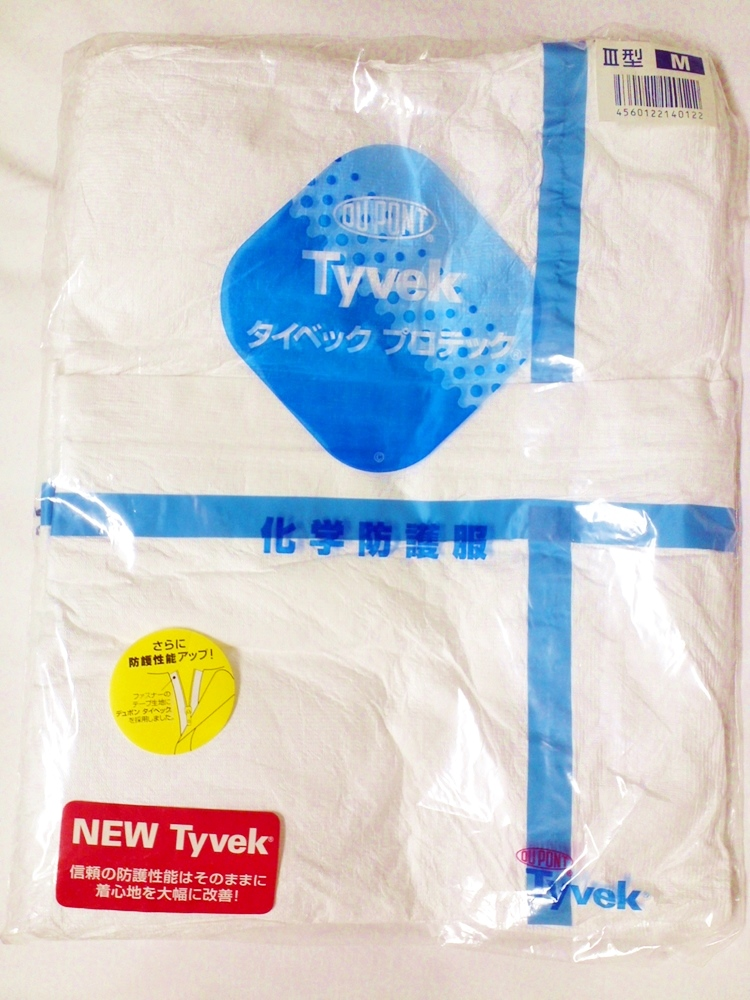
搬送時に職員が使用する防護服

- 空港の救急車は、2次感染防止策として3つの特徴を有する[67]。
  1. 運転手など係官は全員防護服を着用する[68] が、前方の運転席側と後方の患者収容部は、金属製隔壁によって完全に遮断されている。
  2. 患者収容部の中では、天井のカーテンレールから床まで伸びたビニールカーテンにより、ストレッチャー周囲を区切られる。
  3. ビニールカーテンで区切られたストレッチャー側の天井には排気口が設置され、車内でも患者側の陰圧を常時保持している。　天井の排気口から吸引された車内の汚染空気は、ウイルスを通さない特殊なフィルターで病原体を除去してから、車外に排気する。
- 車内隔壁の後方側（患者収容部側）の面は、ビニールカバーの付いたスチール棚が設置してあり、棚の中には　ストレッチャーの上に敷く防護シーツや消毒剤、ポリ袋、予備の手袋･･･など最小限の消耗品などが入っている。
- 空港の救急車内では、搬送中の2次感染事故や病原体の汚染拡大を防ぐため、応急手当も含め車内での医療行為は一切行わない事、となっている。
- 空港の救急車や、保健所の患者搬送車によっては、「アイソレーター」という、ストレッチャーの上に寝た患者をカプセル型のカバーで覆う隔離器具[69] や、空気中のウイルスなどの病原体に対して殺菌効果があるとされる、オゾンの発生装置、紫外線殺菌灯などを搭載している車もある。
- 患者収容部は搬送により病原体で汚染されることを最初から前提としている。このため、使用後の病原体の除染を容易かつ迅速に実施するため、車内は患者モニタや酸素ボンベ、防振機能付きの架台は最初から装備されていない。
- 空港の救急車や保健所の患者搬送車を所有していない中・小規模の地方自治体で感染症患者が発生した場合は「アイソレーター」[70] を使用し搬送するか、保健所などの患者搬送車を所有する自治体や病院からの応援を待って対応することになる。

空港の救急車に搭載されている主な医療用資器材
- 車内での医療行為は、職員等への2次感染の危険性を増大させるため一切行わない事となっているため、搭載している医療資器材は、ストレッチャーをはじめ、感染防御用具やアイソレーターなどの隔離器具、車内の空中を浮遊・飛散する病原体に効果があると言われるオゾン発生器や紫外線殺菌灯、希釈した塩素系消毒剤などが中心となっている。

## 車内での救命処置
人工呼吸、心臓マッサージなどの他に、現在では救急救命士の免許取得後一定の講習を修了した「気管挿管（きかんそうかん）認定救急救命士」によって、気管挿管で呼吸の確保が行える、自動体外式除細動器（AED）の発達により電気的除細動を医師の指示なしに行うことも可能になっている。2006年（平成18年）4月からはやはり講習修了済みの「薬剤投与認定救急救命士」によって、アドレナリンの投与が可能になった。

## 要員
多くの場合、救急隊長、機関員（運転手）、救急隊員（救急救命士資格者の場合もある）の3名で構成され、午前9時から翌日午前9時までの24時間勤務である。従って、1台の救急車を維持するために3交代とする必要上3個隊9名が必要であり、救急の専属でなく、消防隊（ポンプ・梯子）・救助隊との兼任で隊員資格を取得させ要員を確保している救急隊もある。

## 運用状況

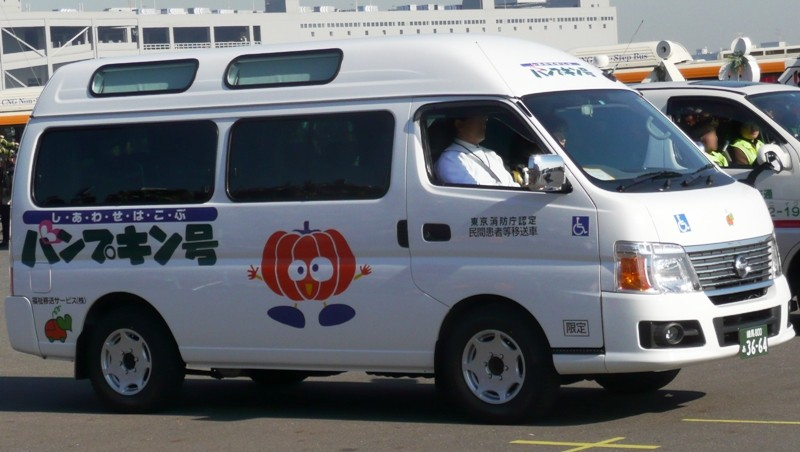
民間の患者搬送車

総務省消防庁によると近年救急車の出場回数は増え続け、2022年の救急車による救急出動件数は、前年比16.7％増の722万9838件となり、1963年の集計開始以来の最多を更新、初めて700万件を突破した。搬送された人の数も、同13.2％増の621万6909人で最多を更新した。
連続的な救急出動による救急隊員の疲労が原因みられる事故も発生している。2022年12月には東京都内で居眠りが原因とみられる救急車の横転事故が、2023年8月には三重県内で注意力散漫が原因と見られる電柱への衝突事故が発生した。
こうした事態を受け、総務省消防庁は、適切な労務管理を通じて出動回数や走行距離を基に負担が一部の隊員に偏らないよう配慮を要請。全国の消防本部では救急隊員によるコンビニや病院での食事休憩への理解を求める動きが広まっている。
こうした救急需要増加への対応として、以下のような救急隊が運用されている。

### デイタイム救急隊
日中の救急需要が多い地域での現場到着時間の短縮を目的として、運用を平日の日勤時間帯（8時30分から17時15分）に限定した救急隊。日勤救急隊、機動救急隊、日勤機動救急隊と呼ばれる。24時間勤務の難しい、出産や育児などで休職していた救急隊員らの復職を促し、潜在的な救急資格保有者の有効活用につなげる目的もある。
東京消防庁では、2019年5月に池袋消防署で運用を開始し、2021年10月に、荏原消防署・金町消防署・板橋消防署の3署にも設置された。同様の取り組みは宮城、群馬、神奈川、静岡、長崎などでも導入されるなど全国に拡大している。
機動救急隊、日勤機動救急隊では日勤時間帯の運用に加え、救急需要の分析・予測結果に基づき、救急事案多発エリアに能動的に移動待機する。

### 救急機動部隊
救急隊の現場到着時間の短縮を実現させる取組のひとつとして、時間帯などによって変化する救急需要に応じて待機場所を変更し、素早く救急需要に対応する救急機動部隊。
東京消防庁で2015年6月から運用を開始した。通常は消防署に待機する救急車をあらかじめ駅などに配備し、一刻も早く隊員が現場に駆け付けられるようにする。消防施設や病院以外に配置するのは全国初とみられる。4隊の救急隊が、日中は観光客などによる救急要請が多い東京駅エリア・世田谷エリア、夜間は繁華街からの救急要請が多い六本木エリア・新宿エリアに移動して対応する。多数の傷病者が発生するなどの特殊な災害や感染症傷病者にも対応している。
「虫歯が痛む」「深爪した」「病院まで歩くのが苦痛」などの、救急車を出動させる必要のない不適切な要件でいわゆるタクシーのような利用を含む軽症事案を事実上拒否できないことが大きな要因とされる。そのために本当に救急車が必要な症状のケガ人や病人を搬送するための救急車が足りない、サイレンが騒音公害になる（詳細は後述）など多くの問題が発生している。
消防庁は救急車出動の有料化を検討し、国民の間では40%が有料化に賛成、50%が反対している。一定の条件の下で民間の患者搬送車に緊急自動車認定をおろすことも検討されている。自治体によっては使用の基準の広報活動や緊急性の薄い患者は民間患者搬送車への紹介等を行っている。悪質な患者と判断できるケースの場合偽計業務妨害罪が成立することもあり過料他罰則を設定する自治体もある。

## サイレンの騒音公害としての側面
救急車の出動回数が増えているのは前述の通りで、本来非常時にのみ運用されるべきはずであった緊急走行が現在では慢性的に行われ、サイレンが市民生活に与える影響もそれに伴い増大している。サイレンが人々に負担を与えるものであることが住民意識調査により示されている。救急車がうるさいという事象は、歌謡曲の歌詞にもなっている。一方、消防庁側は新たに騒音対策を検討する予定はないとしている。そのため、騒音を巡る住民とのトラブルとして、搬送中の救急車に自転車が投げつけられるなど事件に至るケースもある。